# Avellino
Avellino (AFI: [avelˈliːno],  Avellino [avelˈliːnə] in dialetto irpino) è un comune italiano di 51 836 abitanti, capoluogo della provincia omonima in Campania.
L'insediamento nacque dopo che l'Avellino romana, Abellinum, sita nell'odierna Atripalda, fu abbandonata.

## Geografia fisica

### Territorio

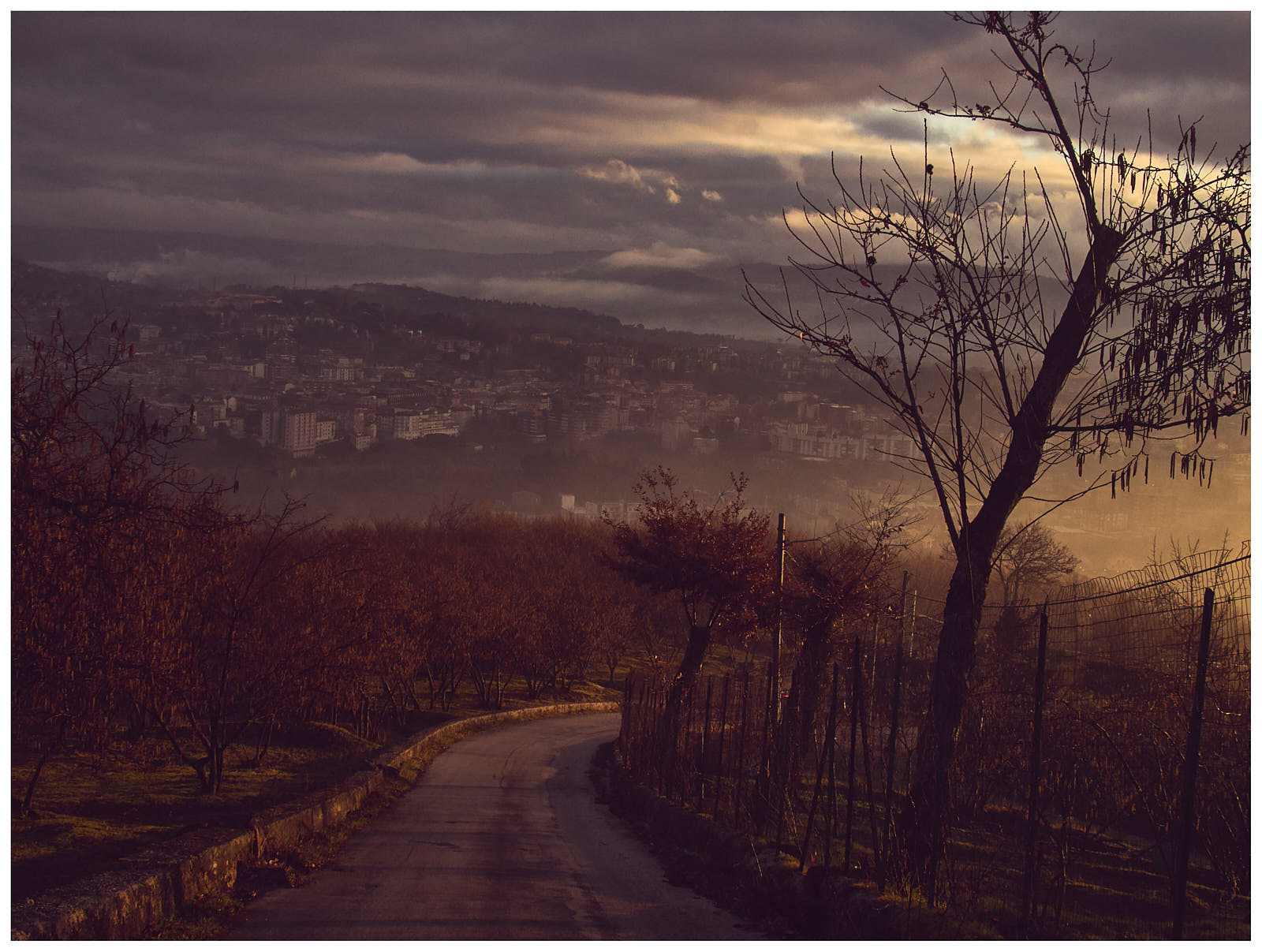
Vista da contrada Chiaira.

Avellino è situata nella parte più pianeggiante della cosiddetta conca avellinese, una grande valle di origine vulcanica dell'Appennino campano, circondata a est dal Monte Tuoro (situato nel territorio di Chiusano di San Domenico), a sud-est dalla catena montuosa dei Picentini (nei pressi di Serino) e a nord-ovest dal maestoso massiccio del Montevergine, che raggiunge un'altitudine massima di 1 493 metri e sovrasta i comuni di Mercogliano, Ospedaletto d'Alpinolo e Summonte. A occidente la catena appenninica raggiunge altitudini inferiori (Monte Esca 872 m, Monteforte Irpino, Faliesi 955 m nel comune di Contrada), fino a raggiungere altezze collinari nel versante sud (il confine qui è la collina sulla quale sorge Aiello del Sabato, 425 m).

La città è attraversata dal Rigatore, dal San Francesco e dal Fenestrelle, affluenti del Sabato, corsi d'acqua molto impoveriti ed in parte interrati.
I dintorni del centro urbano sono rigogliosi di vegetazione: prevale la coltura della nocciola.

### Sismologia
Il territorio comunale di Avellino è parte del distretto sismico dell'Irpinia. In occasione del terremoto del 1980 vi furono, nella sola città di Avellino, 72 morti, varie centinaia di feriti e 7421 senzatetto.
- Classificazione sismica: zona 2 (sismicità media)[8]

### Clima
Il clima di Avellino è di tipo temperato, risente dell'influenza del Mar Tirreno, ma ha tratti sensibilmente più continentali rispetto alla Campania costiera. Ciò è dovuto all'assenza di grosse barriere montuose in senso nord-sud, che rende la conca avellinese nel complesso esposta sia alle correnti caldo-umide meridionali di Libeccio e Scirocco provenienti dal golfo di Salerno (in linea d'aria distante circa 27 km dal territorio cittadino), sia alle correnti fredde e secche settentrionali. La catena montuosa del Partenio impedisce l'afflusso di aria tirrenica dal golfo di Napoli e crea un poderoso effetto stau in presenza di correnti occidentali, contribuendo a rendere la zona di Avellino e dintorni particolarmente piovosa, con punte di 1600 mm medi annui alla stazione meteorologica del santuario di Montevergine. La marcata escursione termica (18 °C di differenza tra la temperatura media del mese più freddo e quella del mese più caldo) avvicina il clima avellinese ai climi continentali, tuttavia in realtà sia i dati termici quanto l'andamento pluviometrico, caratterizzato quest'ultimo da un massimo tra la fine dell'autunno e l'inizio dell'inverno e una prolungata siccità estiva, fanno rientrare il clima di Avellino, in base alla classificazione di Köppen, nella categoria del clima mediterraneo.
Va comunque precisato che la particolare conformazione morfologica ed orografica del territorio fa sì che ci siano differenze di temperatura e piovosità relativamente significative anche nel raggio di pochi chilometri; ad esempio nella zona occidentale della conca, quella più a ridosso della catena del Partenio (i margini occidentali del centro cittadino, la frazione Valle e i comuni confinanti di Mercogliano e Monteforte Irpino), la piovosità è più alta e le nevicate generalmente più copiose ma, al contempo, l'escursione termica è inferiore, l'aria è più secca e nebbie e foschie sono solo occasionali. La zona sud-orientale (essenzialmente corrispondente alla media valle del Sabato), che comprende la parte più bassa della città (Borgo Ferrovia e Pianodardine) insieme con il nucleo industriale e con il limitrofo comune di Atripalda (ma anche, allontanandosi dal capoluogo e risalendo il corso del Sabato, la piccola piana dove sorge il comune di San Michele di Serino), essendo adagiata in un fondovalle presenta escursioni termiche, sia giornaliere che annuali, più marcate: il fenomeno dell'inversione termica, che si verifica in condizioni di tempo stabile (cielo sereno, assenza di vento), fa sì che in questa zona, nonostante massime generalmente più elevate, le temperature minime siano mediamente più basse rispetto a quelle delle zone circostanti, e in autunno e inverno è più spesso causa di nebbie e gelate durante le ore più fredde della notte e del primo mattino. In conseguenza della crescente urbanizzazione, che attenua l'irraggiamento notturno, negli ultimi decenni si è tuttavia assistito a un complessivo ridursi del fenomeno descritto.
L'inverno avellinese risulta fresco (a Gennaio la media delle minime è di circa 3 °C e la media delle massime intorno ai 10 °C), con giornate miti e piovose che si alternano a giornate rigide ma in prevalenza asciutte: le prime sono associate a venti provenienti da ovest o sud-ovest, che si incanalano dal Mar Tirreno e risalgono il corso della Valle dell'Irno, facendo registrare, oltre a precipitazioni spesso abbondanti, temperature che non si discostano di molto da quelle delle località costiere; le seconde invece, tipicamente dominate da correnti di nord-est, si presentano irregolarmente nuvolose con addensamenti più compatti nella parte orientale, e sono caratterizzate da temperature decisamente più basse rispetto a quelle delle località costiere della Regione, le quali risultano più protette dall'Appennino e con tali correnti vedono solitamente giornate molto soleggiate. Le nevicate sono un fenomeno che ha cadenza pressoché annuale, ma con accumuli solitamente modesti nel centro cittadino, un po' più significativi nelle zone collinari circostanti. Non sono mancati, tuttavia, eventi eccezionali come quello verificatosi nella notte tra il 3 e il 4 febbraio 2012, quando sono caduti nel centro di Avellino circa 35 cm di neve con punte di 50 cm nell'hinterland, ma nevicate memorabili sono ad esempio anche quella del gennaio del 1985 e ancor di più quella del dicembre del 1973 dove cadde addirittura un metro e mezzo di neve.
Le stagioni intermedie sono brevi e presentano una spiccata variabilità, sempre dettata dall'alternanza delle correnti; la piovosità risulta comunque più accentuata in autunno che in primavera. Sebbene nei mesi di maggio e ottobre siano raggiungibili massime sui 30 °C, la bella stagione vera e propria va da giugno a settembre: si tratta di un periodo caldo e assolato, con una temperatura media in luglio e agosto (i mesi più caldi) di circa 23 °C nei settori più pianeggianti. È un'estate dai connotati spiccatamente mediterranei, con temperature alte e piogge scarse, senza tuttavia soffrire la siccità come accade in altre aree del Mezzogiorno. L'anticiclone delle Azzorre e l'anticiclone subtropicale africano garantiscono, come in tutta la Campania, condizioni di tempo stabile e soleggiato a lungo, portando a temperature anche superiori ai 35 °C e talora a tassi di umidità elevati. Se però durante le ondate di calore le massime possono anche essere superiori a quelle costiere, ove si presenta l'azione mitigatrice del mare, le temperature minime sono inferiori e raramente superano i 20 °C, garantendo così, in generale, una possibilità di refrigerio notturno ignota alle città litoranee.
| Avellino                           | Mesi | Mesi | Mesi | Mesi | Mesi | Mesi | Mesi | Mesi | Mesi | Mesi | Mesi | Mesi | Stagioni | Stagioni | Stagioni | Stagioni | Anno  |
| Avellino                           | Gen  | Feb  | Mar  | Apr  | Mag  | Giu  | Lug  | Ago  | Set  | Ott  | Nov  | Dic  | Inv      | Pri      | Est      | Aut      | Anno  |
| ---------------------------------- | ---- | ---- | ---- | ---- | ---- | ---- | ---- | ---- | ---- | ---- | ---- | ---- | -------- | -------- | -------- | -------- | ----- |
| T. max. media (°C)                 | 9,7  | 10,5 | 13,6 | 17,4 | 22,0 | 26,6 | 29,7 | 29,8 | 25,2 | 19,9 | 14,5 | 11,2 | 10,5     | 17,7     | 28,7     | 19,9     | 19,2  |
| T. media (°C)                      | 6,2  | 6,7  | 9,0  | 12,0 | 15,8 | 19,8 | 22,5 | 22,5 | 19,3 | 15,0 | 10,4 | 7,6  | 6,8      | 12,3     | 21,6     | 14,9     | 13,9  |
| T. min. media (°C)                 | 2,7  | 2,8  | 4,4  | 6,7  | 9,5  | 13,1 | 15,2 | 15,2 | 13,4 | 10,0 | 6,3  | 3,9  | 3,1      | 6,9      | 14,5     | 9,9      | 8,6   |
| Precipitazioni (mm)                | 172  | 121  | 114  | 104  | 68   | 49   | 24   | 12   | 76   | 186  | 208  | 220  | 513      | 286      | 85       | 470      | 1 354 |
| Giorni di pioggia                  | 14   | 10   | 13   | 10   | 7    | 5    | 3    | 3    | 7    | 9    | 14   | 15   | 39       | 30       | 11       | 30       | 110   |
| Umidità relativa media (%)         | 81   | 78   | 75   | 69   | 66   | 61   | 58   | 59   | 67   | 77   | 82   | 83   | 80,7     | 70       | 59,3     | 75,3     | 71,3  |
| Eliofania assoluta (ore al giorno) | 2,3  | 3,8  | 4,1  | 5,5  | 7,5  | 8,6  | 10,4 | 10,3 | 7,3  | 5,4  | 3,0  | 2,3  | 2,8      | 5,7      | 9,8      | 5,2      | 5,9   |

- Classificazione climatica:[11] zona D, 1742 GG

## Storia

### Abellinum romana

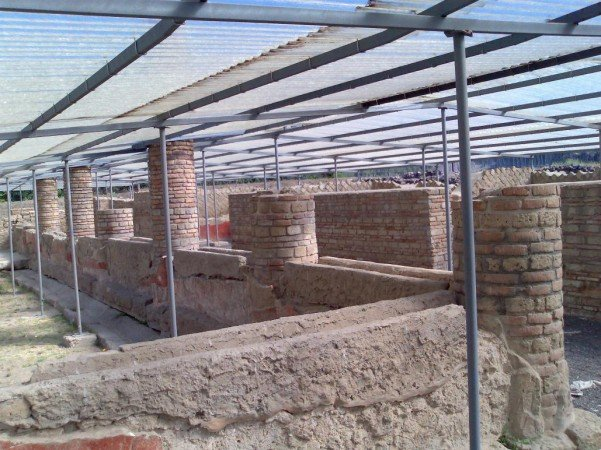
Scavi di Abellinum ad Atripalda.

Fondata dalla tribù sannitica degli Irpini, Abellinum si formò con il nucleo originario sulla collina della Civita, dove sono stati trovati numerosi reperti archeologici, nell'odierna Atripalda a circa 4 km dal centro di Avellino. Testimonianze archeologiche attestano la presenza sulla Civita di un importante centro pre-romano, presumibilmente di origine etrusco-campana e di lingua osca, risalente almeno al IV secolo. Secondo ricerche, suffragate da Edward Togo Salmon, l'antica città era al centro del territorio dei Sabatini, popolo sabello documentato da Tito Livio. Non è da escludere che tale centro avesse il nome di Velecha, attestato da numerose monete attribuite all'area campana. Fu conquistata dai Romani nel 293 a.C., che la sottrassero al dominio degli Irpini durante le Guerre sannitiche che si verificarono tra il 343 a.C. e il 292 a.C. Sotto il dominio di Roma la città cambiò più volte denominazione (nell'ordine: Veneria, Livia, Augusta, Alexandriana e Abellinatium). La posizione geografica ha agevolato la nascita dei primi insediamenti: sin dall'antichità la valle del Sabato ha costituito una via naturale tra l'Irpinia e il Sannio.
Nell'89 a.C. Silla occupò Pompei, Ercolano, Stabia, Eclano, Abella e Abellinum.
Abellinum non costituiva ancora un vero e proprio centro urbano. Furono le truppe di Silla ad avviare l'edificazione di una vera città. Il cardo e il decumano, tipici elementi urbanistici romani, la suddividevano in quattro quadrati, ognuno dei quali conduceva alle quattro porte esterne.
La città romana ha avuto un importante sviluppo in età augustea, grazie alla realizzazione dell'Acquedotto romano del Serino che dalle sorgenti di Serino arrivava a Bacoli, ove era situato il grande serbatoio destinato all'approvvigionamento della flotta romana (denominato Piscina mirabilis), dopo aver servito le principali città della Campania.
Particolare importanza assunse Abellinum in età cristiana, nel corso della quale emerge la figura del grande vescovo Sabino, vissuto probabilmente fra la fine del V e l'inizio del VI secolo. Il centro è documentato fino alla metà del VI secolo, grazie all'importante patrimonio epigrafico rinvenuto negli anni ottanta-novanta nella basilica paleocristiana di Capo La Torre (centro storico dell'odierna Atripalda).
Probabilmente l'antico centro sulla collina della Civita cessò di esistere a seguito delle guerre gotiche e della successiva occupazione bizantina. La popolazione si disperse sulle alture nei dintorni, dando origine a vari piccoli nuovi centri, fra cui, in epoca ancora incerta, la nuova Avellino, sulla collina della Terra, a 4 km in direzione ovest dalla Civita.

### La città medievale
Dopo che i Longobardi determinarono la fuga di parte (tesi minoritaria) o di tutti (tesi prevalente) gli abitanti di Abellinum, questi si dispersero sul territorio circostante. Parte di essi cominciò ad aggregarsi sulla collina Selleczanum, nota come Terra, originando la nuova città di Avellino su uno sperone di tufo. Per secoli "intra civitatem" ed "intra moenia" coincisero, visto che la città di Avellino, all'epoca un piccolo borgo, era ricompresa entro il ristretto spazio in cima alla collina tufacea. Ciò perché invasioni, terremoti e pestilenze frenarono notevolmente la crescita demografica.
Avellino è stata fino all'849 parte del Principato di Benevento, per diventare dopo la spartizione parte del Principato di Salerno, pur restando legata a Benevento sotto il profilo ecclesiastico, essendo la diocesi di Avellino tuttora suffraganea dell'arcidiocesi di Benevento.
L'arrivo dei Normanni pose Avellino al centro di importanti avvenimenti: nel 1130 nel Duomo di Avellino, l'antipapa Anacleto II consegnò una bolla a Ruggero II d'Altavilla che anticipò la sua nomina a Re di Sicilia, Calabria e Puglia, dando così origine a quello che sarebbe stato il Regno di Sicilia. Nel 1137 Innocenzo II e Lotario III nominarono Duca di Puglia Rainulfo di Alife, il conte di Avellino, per il contributo dato per fermare i primi tentativi di conquista del neoeletto (1130) Re di Sicilia Ruggero II. Due anni dopo, però, in seguito all'improvvisa morte di Rainulfo, con la città rimasta senza l'appoggio di Papa e Imperatore, Ruggero II riunificò il Regno di Sicilia, annettendovi il Ducato di Puglia e Calabria e il Principato di Capua. Nei decenni successivi, la città passò al conte Riccardo dell'Aquila, dunque ai Parisio, ai Sanseverino, a Simone di Montfort, ai del Balzo, ai Filangieri de Candida.

### La prima metà del XVI secolo e la signoria di Maria de Cardona

Arma dei Folch de Cardona.

Nel 1512 divenne contessa di Avellino Maria de Cardona, che è la più grande figura femminile nella storia della città.
Sotto la sua guida Avellino divenne uno dei poli culturali più importanti del regno e riuscì a trarre quanti più vantaggi possibili dalla strategica posizione della città nei collegamenti tra la Puglia e Napoli e tra Benevento e Salerno, riuscendo a far tornare Avellino un crocevia dei commerci fiorente da dopo la caduta della città romana.
Per far sviluppare l'economia cittadina ed i propri commerci, la contessa, con l'aiuto di suo marito Francesco d'Este e con il beneplacito di sua maestà Carlo V, istituì il giorno di mercato franco, ottenne il permesso di realizzare una fiera annuale, costruì due ferriere nella contea e fece avviare un programma di riordino edilizio ed amministrativo, infatti venne formato nel 1548 un precursore di un consiglio comunale (detto ordine dei deputati) e comparì per la prima volta la carica di sindaco; queste riforme prepararono l'avvento poi della dinastia dei Caracciolo verso la fine del secolo.
Il risultato più evidente della guida lungimirante della contessa de Cardona è il boom demografico cui la città andò incontro, che passò dai 1 000 abitanti nel 1532 ai 1 600 abitanti nel 1561, due anni prima della sua morte.

### Feudo dei Caracciolo
Il feudo di Avellino venne acquistato nel 1581 da Marino Caracciolo, II duca di Atripalda. Tra le condizioni poste dall'acquirente figurava anche il divieto di residenza di ufficiali regi nel feudo.
La città rimase feudo dei Caracciolo dal 1581 al 1806, allorquando la Regia Udienza della provincia del Principato Ultra ebbe sede a Montefusco. In tale periodo Avellino conobbe una lunga stagione di crescita demografica, di espansione urbanistica e di progresso economico. Tra il 1581 ed il 1591 il feudatario Marino Caracciolo introdusse in città la fabbricazione dei tessuti di lana. I suoi successori avrebbero ampliato tale attività economica ad aree limitrofe come Sanseverino, Atripalda e Serino. Tali manifatture sarebbero rimaste un elemento centrale nella vita economica del feudo sino alla fine del XVIII secolo. Il commercio trovò una sede monumentale nella Dogana dei grani. Durante il primo secolo della loro Signoria, i Caracciolo ampliarono il castello fino a farlo diventare un punto di riferimento per poeti e viaggiatori.
Ad ogni modo, ancora nel 1622 Avellino costituiva un centro di modeste dimensioni con i suoi 516 fuochi, superata da diversi altri borghi della provincia (a quel tempo Ariano, la cittadina più popolosa del Principato Ultra, contava 1899 fuochi). La peste del 1656 costituì poi una battuta d'arresto, sia pur temporanea, allo sviluppo cittadino. La terribile epidemia descritta dal Manzoni con crudo realismo nel romanzo dei Promessi Sposi, aveva già colpito il territorio milanese solo qualche decennio prima, dilagava ora in tutto il Mezzogiorno ed in particolare nel Napoletano: a metà del Seicento Avellino aveva perso circa tre quarti della sua popolazione, assumendo un aspetto di cupa desolazione.
Tale epidemia, che si diffuse in maniera violenta e repentina anche nell'avellinese, fu dettagliatamente descritta nella "Historia del Contagio di Avellino" da Michele Giustiniani (1612-1679). Le ipotesi dell'abate sulle origini e le cause della pestilenza furono diverse e attribuite in primo luogo alla possibile distribuzione di pesce putrefatto proveniente dal Mar Baltico; la seconda ipotesi risale alla diffusione di veleno in polvere sparso in vari luoghi della città da presunti nemici dei signori spagnoli. Altre ipotesi si basavano sulla possibilità che lane e panni provenienti dalla Sardegna, trasportati da una nave di soldati (che già nel 1652 avevano infettato l'isola), avessero fatto scaturire velocemente il contagio.
Fu soltanto nel Settecento, infatti, che la città cominciò ad assumere l'odierna conformazione urbana: i principi Caracciolo abbandonarono il castello, si trasferirono in una nuova residenza, il palazzo Caracciolo, sede dell'amministrazione provinciale, e avviarono i lavori per la creazione del corso principale della città.

### La città ottocentesca

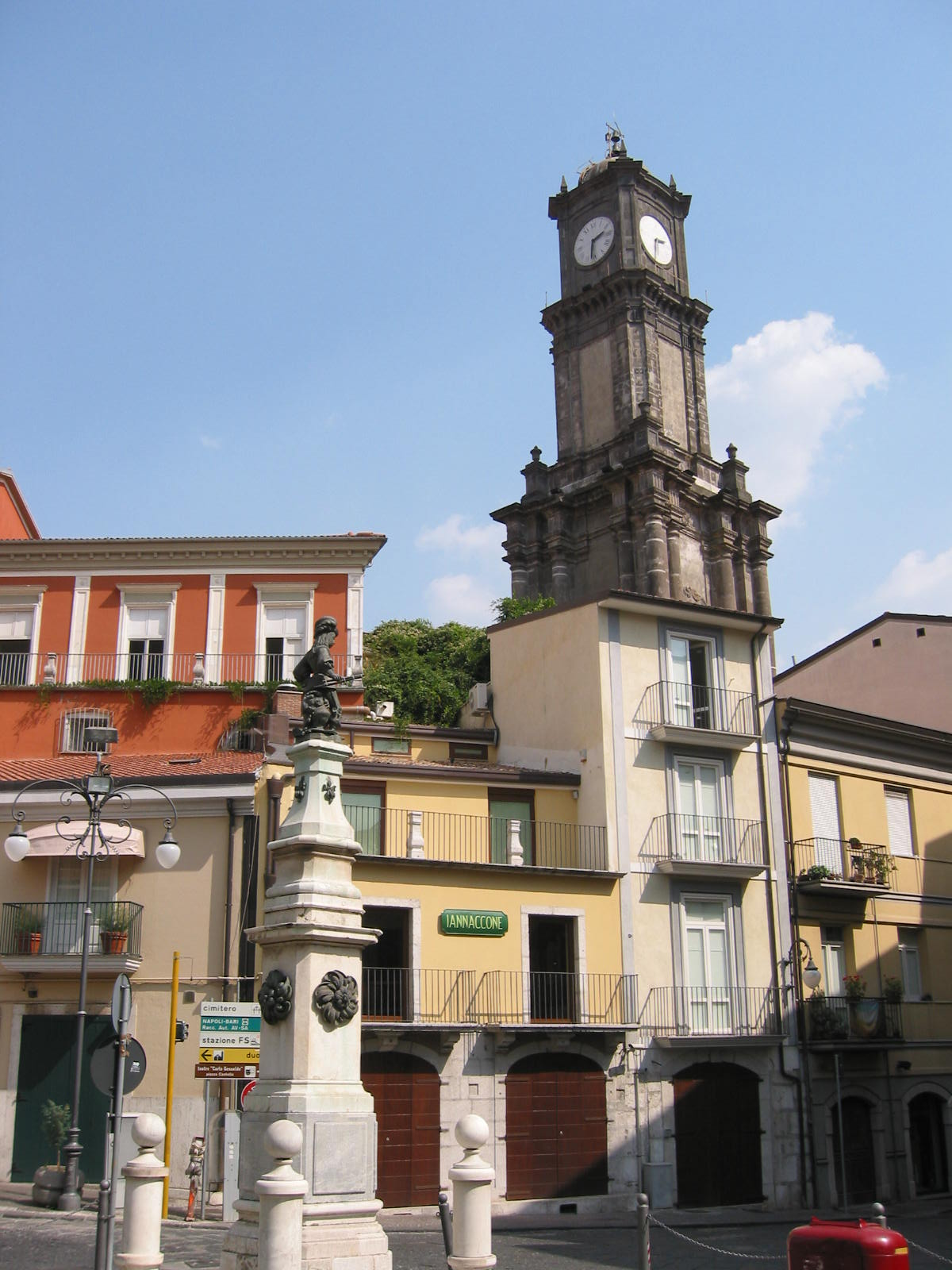
Torre dell'Orologio e statua di Carlo II d'Asburgo bambino, detto "il reuccio".

Con l'abolizione del feudalesimo, nel 1806 il capoluogo di provincia del Principato viene portato dalla vicina Montefusco ad Avellino. La città fu una delle sedi dei moti del 1820-1821. La diffusione, nel marzo 1820, anche nel Regno di Napoli, della conquista in Spagna del regime costituzionale contribuì notevolmente ad esaltare gli ambienti carbonari e massonici. A Napoli, la cospirazione (la quale non si pose mai l'intento di rovesciare il re, ma solo di chiedere la costituzione) prese subito vigore e coinvolse anche alcuni ufficiali superiori, come i fratelli Florestano e Guglielmo Pepe, Michele Morelli, capo della sezione della carboneria di Nola cui si affiancarono Giuseppe Silvati, sottotenente, e Luigi Minichini, prete nolano dalle idee anarcoidi. La notte tra il 1º e il 2 luglio 1820, la notte di San Teobaldo, patrono dei carbonari, Morelli e Silvati diedero il via alla cospirazione disertando con circa 130 uomini e 20 ufficiali. Il giovane ufficiale Michele Morelli, sostenuto dalle proprie truppe, procedeva verso Avellino dove lo attendeva il generale Guglielmo Pepe.
Il 2 luglio, a Monteforte, fu accolto trionfalmente. Il giorno seguente, Morelli, Silvati e Minichini fecero il loro ingresso ad Avellino. Accolti dalle autorità cittadine, rassicurate del fatto che la loro azione non aveva intenzione di rovesciare la monarchia, proclamarono la costituzione sul modello spagnolo. Dopodiché gli insorti passarono i poteri nelle mani del colonnello De Concilij, capo di stato maggiore del generale Pepe. Questo gesto di sottomissione alla gerarchia militare, provocò il disappunto di Minichini che tornò a Nola per incitare ad una rivolta popolare. Mentre la rivolta si espandeva a Napoli, dove il generale Guglielmo Pepe aveva raccolto molte unità militari, il 6 luglio, il re Ferdinando I si vide costretto a concedere la costituzione. Dopo pochi mesi, le potenze della Santa Alleanza, riunite in congresso a Lubiana, decisero l'intervento armato contro i rivoluzionari che nel Regno delle Due Sicilie avevano proclamato la costituzione. Si cercò di resistere, ma il 7 marzo 1821 i costituzionalisti di Napoli comandati da Guglielmo Pepe, sebbene forti di 40.000 uomini, furono sconfitti a Rieti dalle truppe austriache. Il 24 marzo gli austriaci entrarono a Napoli senza incontrare resistenza e chiusero il neonato parlamento.
Dopo l'unità d'Italia la città si trovò tagliata fuori dalle nuove principali vie di comunicazione, impedendone lo sviluppo. Ciononostante "le prime giunte post-unitarie, guidate da Capuano, Villani e, successivamente, De Feo, si impegnarono a trasformare la città, migliorandone la viabilità, l’igiene, l’illuminazione; questo programma si tradusse in una serie di opere pubbliche". Nel 1888 ad Avellino arrivò l'energia elettrica.

### I bombardamenti del 1943

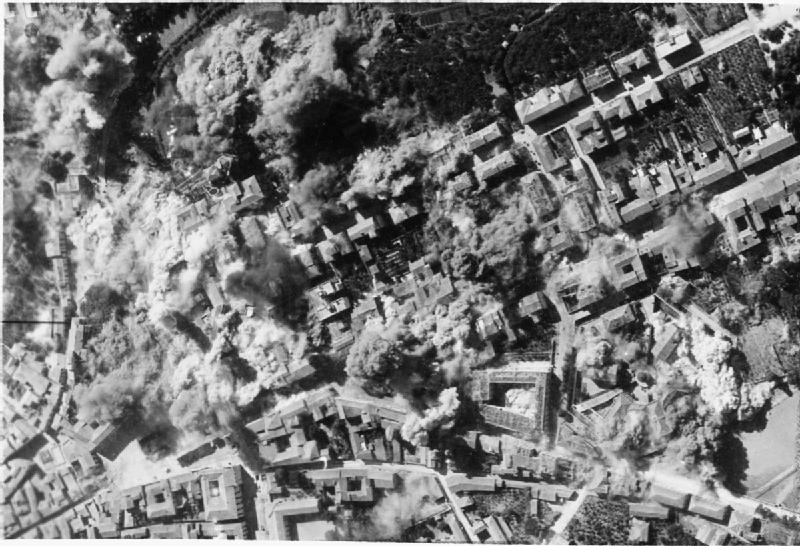
Avellino ripresa da un aereo mentre veniva bombardata nel 1943. Si riconosce il Carcere Borbonico in basso a destra e Piazza della Libertà a sinistra.

Il 14 settembre 1943 intorno alle 10:55 del mattino la città fu pesantemente bombardata dagli Alleati nel tentativo di bloccare la ritirata delle truppe naziste nei pressi dello strategico ponte della Ferriera. Durante l'attacco anglo-americano persero la vita più di 3 000 persone, circa un cittadino avellinese su otto, e furono duramente colpite piazza del Mercato, il palazzo vescovile e alcuni edifici religiosi e abitativi.

### Il terremoto del 1980
Il 23 novembre 1980 un sisma di magnitudo 6,9 devastò il territorio della Campania centrale e della Basilicata centro-settentrionale. Parecchi comuni della provincia furono colpiti; il comune di Avellino contò 72 vittime e notevoli danni.

### Simboli

Stemma del comune di Avellino.

Gonfalone del comune di Avellino.

Il Comune ha un proprio stemma ed un proprio gonfalone così come descritti nei decreti di riconoscimento, in data 23 dicembre 1938: 

E in data 1º dicembre 1938, trascritto nel Libro araldico degli Enti morali al vol. II, p. 625: 

## Monumenti e luoghi d'interesse

### Architetture religiose

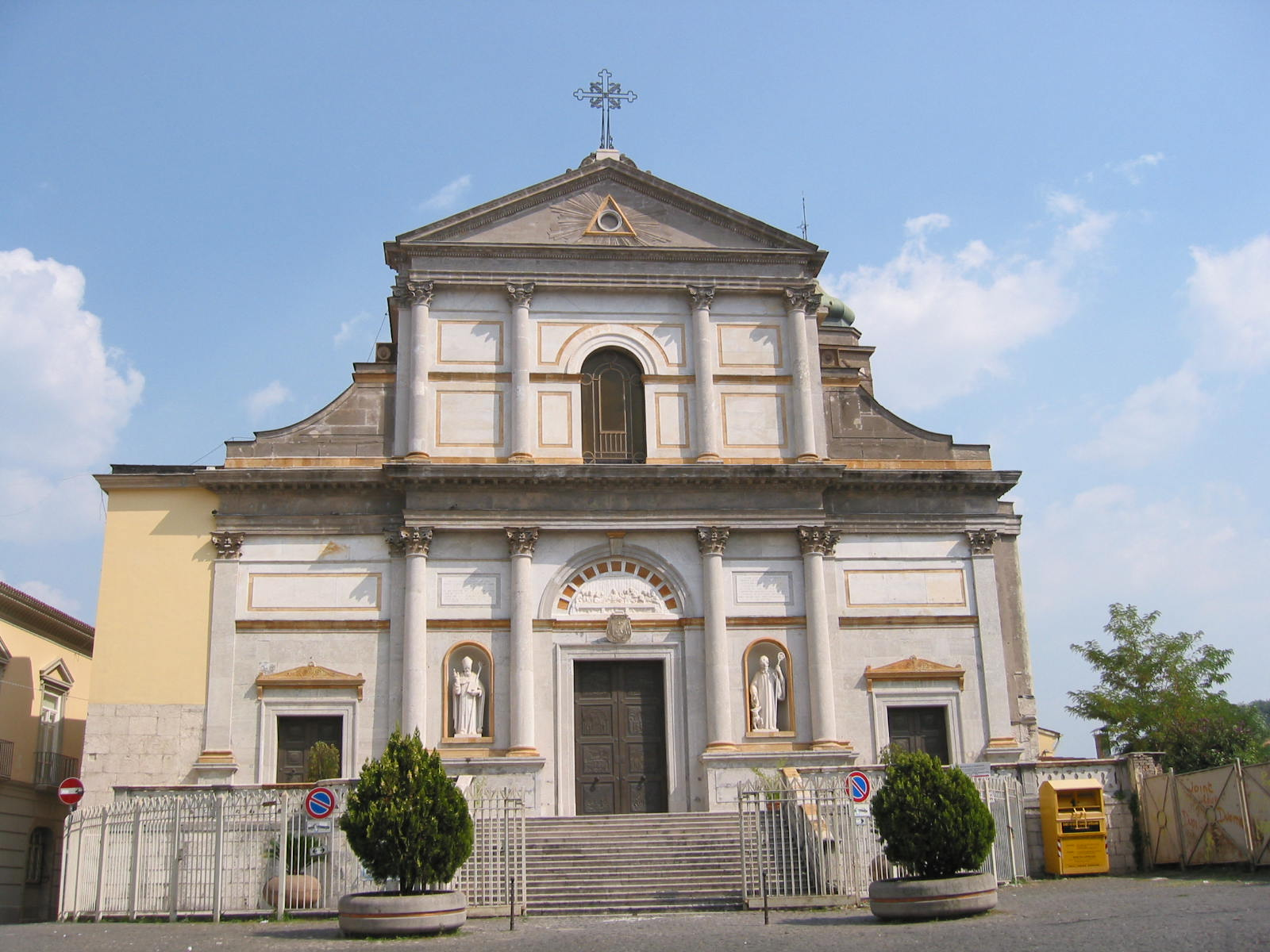
Duomo di Santa Maria Assunta e di San Modestino.

In città le architetture religiose hanno subito distruzioni e sostanziali modifiche in seguito ai vari terremoti che hanno sconvolto il territorio in vari periodi storici determinando il rifacimento delle strutture che non sempre ha rispettato la precedente condizione degli stessi. Fino alla fine degli anni trenta sorgevano, nel Largo dei Tribunali (ora Piazza della Libertà), la chiesa di San Francesco d'Assisi ed il convento dei frati minori conventuali, fondato dallo stesso santo, e la chiesa dell'Annunziata, con il convento dei padri Domenicani, ora sede della prefettura. L'allora podestà ritenne infatti opportuno demolire le due chiese, assieme al convento francescano, cancellando per sempre due importanti luoghi storici ed artistici.
 Complesso del Duomo 
- Duomo

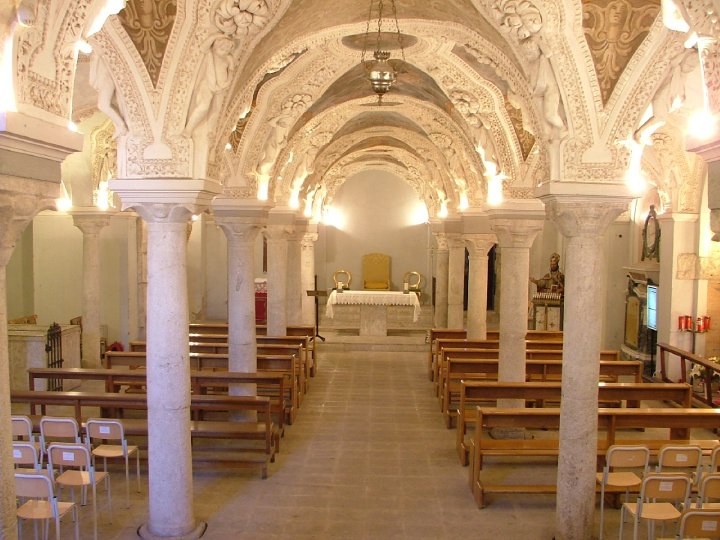
La cripta romanica del Duomo.

Il Duomo della diocesi di Avellino, dedicato alla Vergine Assunta, sorge approssimativamente dove insisteva l'antichissima chiesa di Santa Maria, sul Colle della Terra. In particolare, i blocchi in pietra alla base del campanile sono quanto resta dell'originaria costruzione di epoca longobarda/normanna. La facciata è ottocentesca, l'interno è a tre navate e conserva opere d'arte quali affreschi, dipinti e arredi sacri; di rilievo vi è anche l'antichissima cripta dove si trovano sepolti i corpi di alcuni vescovi di Avellino. Particolare è la cappella di San Modestino, patrono di Avellino, che contiene diversi reliquiari, tra i quali quelli dei Santi Modestino, Fiorentino e Flaviano. Nella cappella è collocata in una nicchia la statua argentea di San Modestino.
Rilevante è anche la cappellina che contiene il simulacro della Madonna Assunta (compatrona della città di Avellino), un'opera lignea scolpita da Nicola Fumo nel 1718; la statua viene portata in processione per le strade cittadine il 15 agosto.
- Chiesa di Santa Maria dei Sette Dolori (Cripta del Duomo)

È in stile romanico, ed è composta da tre navate con eleganti colonne di spoglio dai capitelli di ordine diverso. In essa sono sepolti alcuni vescovi di Avellino. La databilità della cripta del Duomo è da identificarsi con lo stesso periodo di costruzione della Cattedrale stessa. Recentemente è stata utilizzata anche come sala per piccoli concerti.
 Chiesa di Santa Maria del Rifugio (detta di Sant'Anna) 

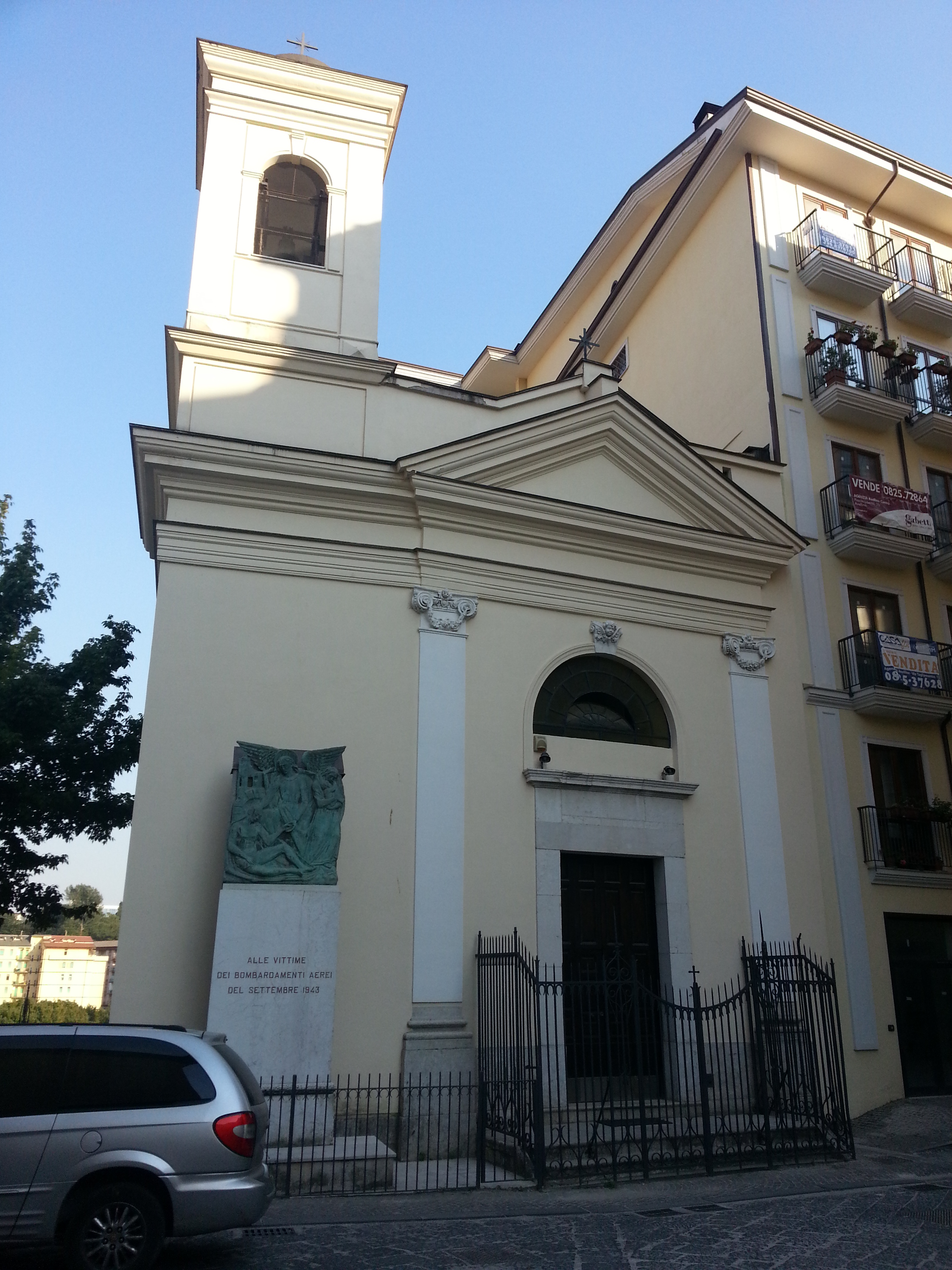
Chiesa di Santa Maria del Rifugio.

È situata nella centrale Piazza del Popolo, per secoli luogo di scambi commerciali e mercati ortofrutticoli. La chiesa fu edificata nel 1712, ed è conosciuta per il culto particolare verso sant'Anna. Il 26 luglio, giorno in cui cade la festa della santa, la chiesa è meta di pellegrinaggio in modo particolare da parte delle gestanti, e delle neo-mamme. Al fianco del Portale d'accesso vi è il monumento dedicato alle vittime dei bombardamenti del 1943 che proprio in Piazza del Popolo fecero più vittime.

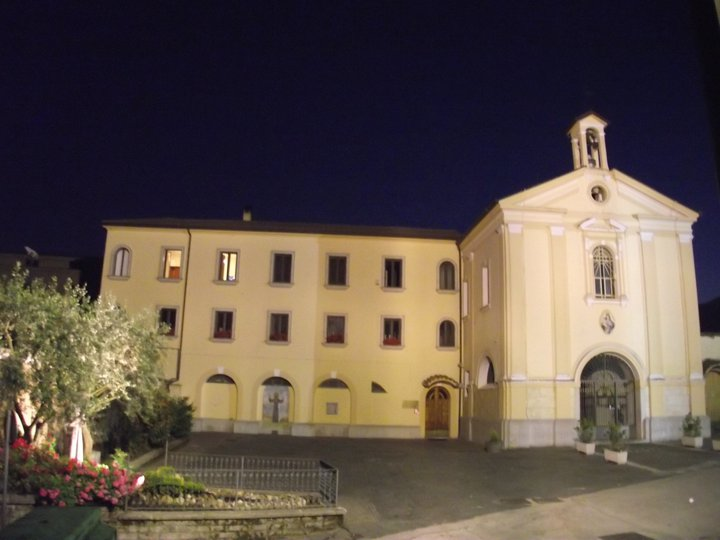
 Santuario di Santa Maria delle Grazie 
In cima alla collina dei Cappuccini si trova il Santuario di Santa Maria delle Grazie, affiancata dal Convento dei padri Cappuccini in un corpo unico, entrambi del 1580. L'interno, a due navate, conserva una pregevole pala d'altare in legno e vari affreschi. Il simulacro della Vergine che viene portato annualmente in processione è basato sulla raffigurazione presente nella parte centrale della pala d'altare.
 Chiesa e Conservatorio delle Oblate 
È situata nei pressi della centralissima Piazza della Libertà. La costruzione del complesso monastico delle Oblate Sacramentine avvenne nel Seicento. La chiesa è dedicata a Gesù Sacramentato, ed è a navata unica, con due altari laterali venne realizzata nella prima metà del 700.Il soffitto ligneo fu dipinto nel 1729 da Michele Ricciardi.
 Chiesa di Santa Maria di Costantinopoli 

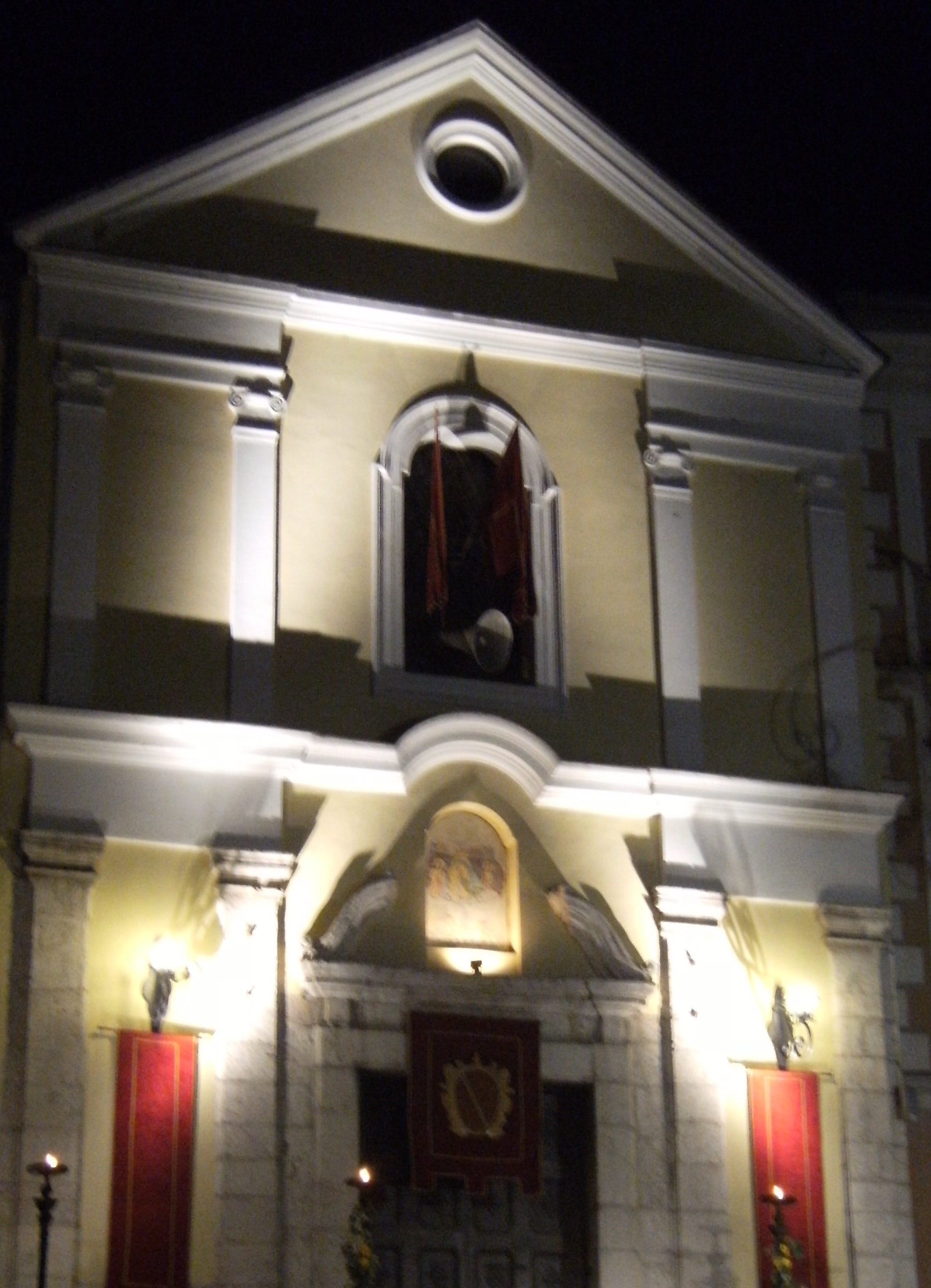
La chiesa di Santa Maria di Costantinopoli.

La chiesa è documentata fin dal XVI secolo, ed era abbellita da un soffitto dipinto da Francesco Guarini, andato distrutto durante il terremoto del 1688. La chiesa, restaurata nel 1732, si presenta così come è da allora. Inoltre è dotata di una doppia scalinata, con al centro l'accesso verso l'ipogeo. Presso questa chiesa fu istituito dall'Arciconfraternita di Santa Maria di Costantinopoli nel 1583, il Monte di Pietà, rimasto attivo fino al 1966.
La chiesa è situata di fronte alla Fontana di Bellerofonte, lungo l'antica strada delle Puglie, e funge da palco per il Principe Caracciolo durante la rievocazione storica del "Palio della botte".
 Chiesa e Convento di San Generoso 
Il complesso apparteneva all'Ordine Agostiniano, ed è situato sull'antica via regia delle Puglie. La chiesa fu completata nel 1751 e contiene le reliquie di San Generoso Martire, è a navata unica con transetto e una piccola cupola. Sulla facciata ai lati del portale sono poste due nicchie in cui sono collocati mezzi busti. Ora il convento è sede della Polizia Municipale, mentre la chiesa è ancora officiata la domenica.
 Chiesa della Santissima Trinità 
Di piccole dimensioni, ma con arredi ed opere d'arte di un certo valore, come un'acquasantiera barocca del 1640, il soffitto dipinto da Michele Ricciardi, ed una tela di Angelo Solimena firmata dallo stesso, e datata 1672. Dopo il terremoto del 1980, cadde in disuso. Ora la chiesa è adibita a sala conferenze dell'Istituto di Scienze Religiose di Avellino.
 Chiesa di San Francesco Saverio (detta di Santa Rita) 
Fu costruita nel 1752 e dedicata al Santissimo Nome di Maria e a San Francesco Saverio. La chiesa è anche conosciuta sotto il nome di Santa Rita da Cascia, verso la quale il popolo avellinese nutre una particolare devozione, ed è meta di imponenti pellegrinaggi durante il periodo della novena e della festa in suo onore. Il portale bronzeo è decorato con un'incisione di Santa Rita e San Francesco Saverio. Nei suoi locali ospita anche una parte del museo diocesano(con sede centrale al nuovo seminario di Via Morelli e Silvati).
La sua posizione la rende ben visibile dal Piazzale della Resistenza, adibito a parcheggio e capolinea autobus, che perciò viene popolarmente chiamato "Campetto Santa Rita".
 Chiesa e Collegio dei Redentoristi 

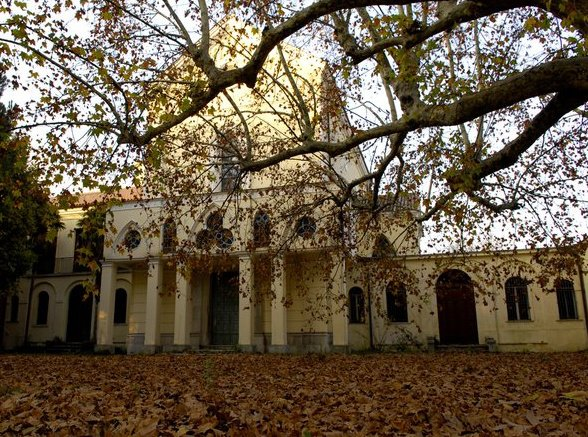
Complesso della chiesa e del convento di Sant'Alfonso Maria de' Liguori (chiesa e collegio dei Liguorini).

Il complesso della chiesa e del convento dei Redentoristi, detti anche Liguorini, fu iniziato nella seconda metà del Settecento, dopo una missione predicata ad Avellino da sant'Alfonso Maria de' Liguori fondatore della congregazione del Santissimo Redentore. Il collegio, con l’annesso oratorio dedicato alla Vergine Addolorata, è donazione del signor Carmelo Adinolfi, che realizzò il voto dei suoi antenati. Il merito della fondazione va tutto al P. Amabile, il quale trasformò la villa in casa religiosa. I lavori durarono appena due anni e mezzo e l'oratorio primitivo fu trasformato in una chiesa gotica, consacrata il 16 settembre 1909 al Ss. Redentore e gravemente danneggiata dal terremoto del 1980. Successivamente ristrutturato, non fu riaperto. Le esigenze di spazio, a causa della crescente popolazione del rione San Tommaso, hanno fatto sì che i padri Redentoristi costruissero una nuova e ben più ampia chiesa. Ospita la sepoltura del beato Felice da Corsano.
 Complesso di San Giovanni Battista 

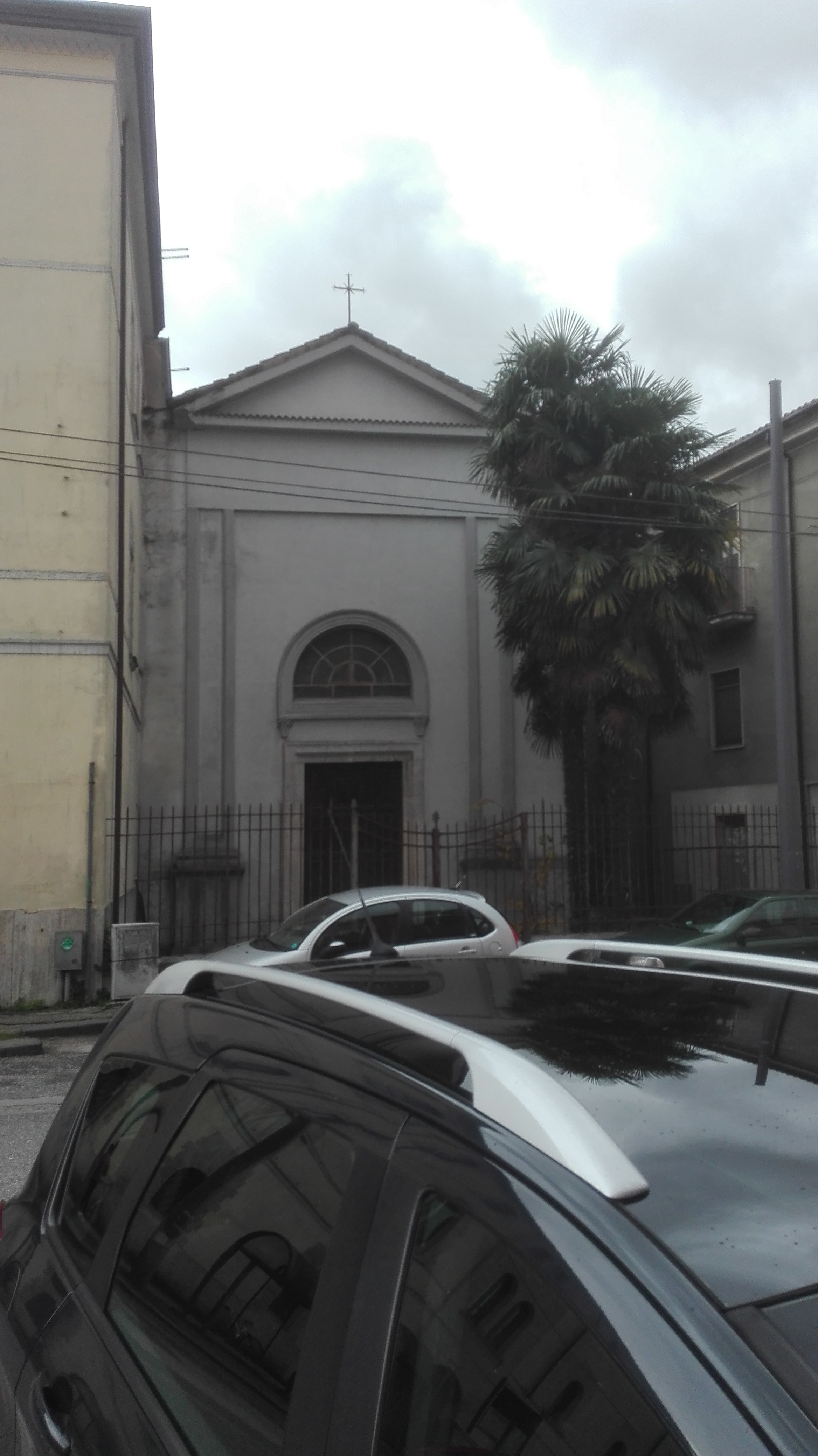
Facciata della chiesa come si presenta dalla strada

Il complesso è del Cinquecento, ed è situato su quella che un tempo era la via regia delle Puglie (nota nel XXI secolo come via Francesco Tedesco). La chiesa è dedicata a San Giovanni Battista, e il monastero a Santa Maria di Monserrato. Un tempo il convento apparteneva ai monaci del santuario di Montevergine per poi passare alle suore Stimmatine.
La chiesa si presenta con una piccola facciata timpanata con un piccolo giardino antistante chiuso da un cancello che dà sulla strada. All'interno si presenta a navata unica con cupola sopra l'abside. Da un cappellone sulla sinistra si accede ad un corpo secondario con volta a sesto ribassato.
 Chiesa del Santissimo Rosario 

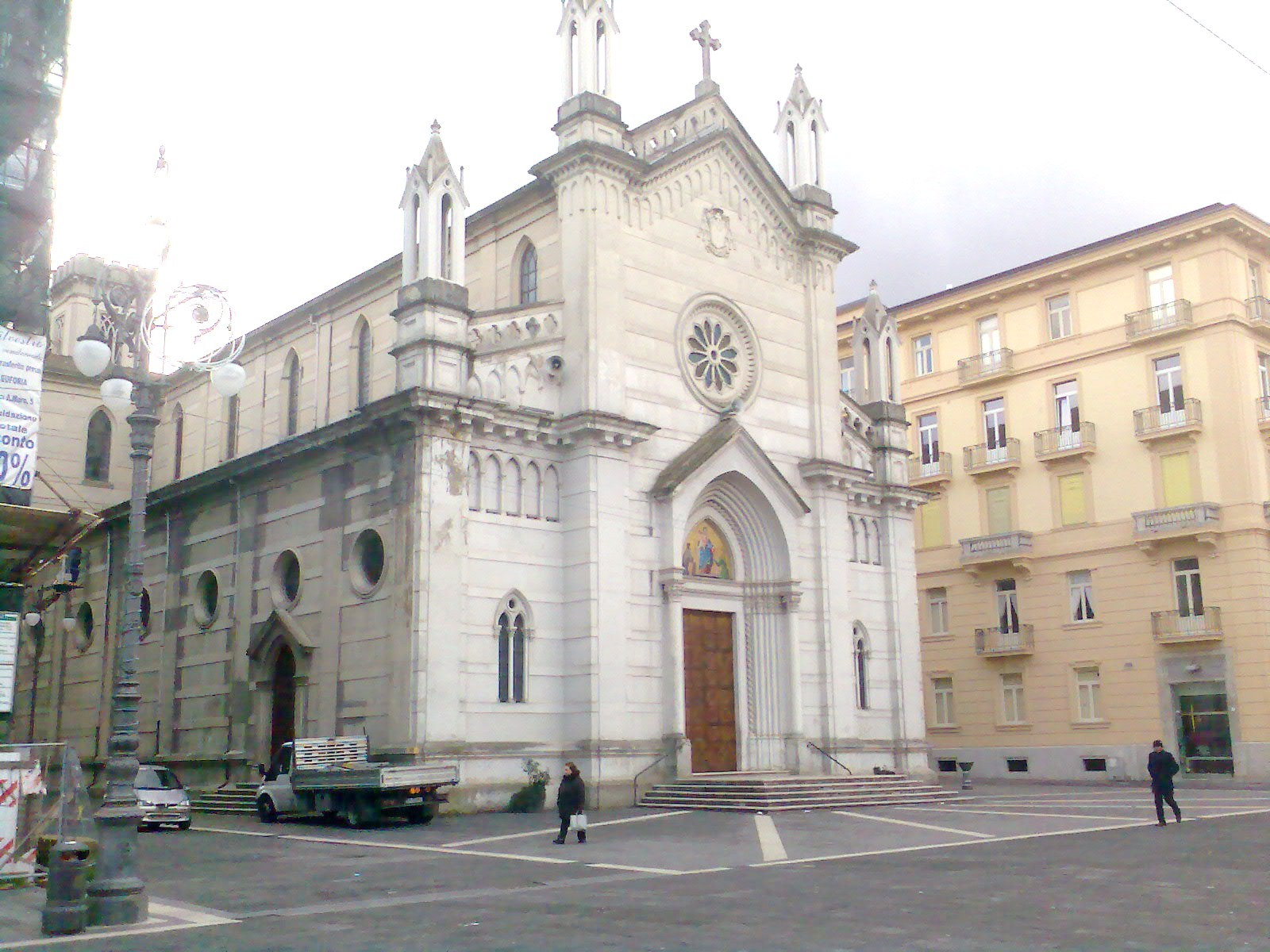
Chiesa del Santissimo Rosario.

Fu costruita nel 1942, in onore della chiesa "dell'Annunziata" precedentemente situata in Piazza libertà e risalente al XVI secolo, su progetto dell'architetto Domenicantonio Mazzei, e dedicata alla Madonna del Rosario. La chiesa è in stile neogotico, a tre navate con unico portale centrale alla sommità di una bassa scalinata leggermente strombato, sulla lunetta c'è un mosaico a fondo oro raffigurante la Vergine del Rosario. All'interno varie vetrate circolari sono poste lungo le navate laterali e raffigurano i vari misteri del Rosario. Ai due lati dell'ingresso due vetrate: una raffigurante una Pietà e l'altra raffigurante il battesimo di Cristo nel Giordano. Il rosone centrale è una vetrata con l'Annunciazione. Nel profondo abside sono quattro tondi con le vetrate dei quattro evangelisti.
Si affaccia sul Corso Vittorio Emanuele II, ed è retta dei padri domenicani, che risiedono nell'attiguo convento. All’interno, varie pregevoli opere e vetrate, restaurate. Nel 2023 monsignor Arturo Aiello ha elevato la chiesa a Santuario Mariano Diocesano.

### Architetture civili
Dogana 

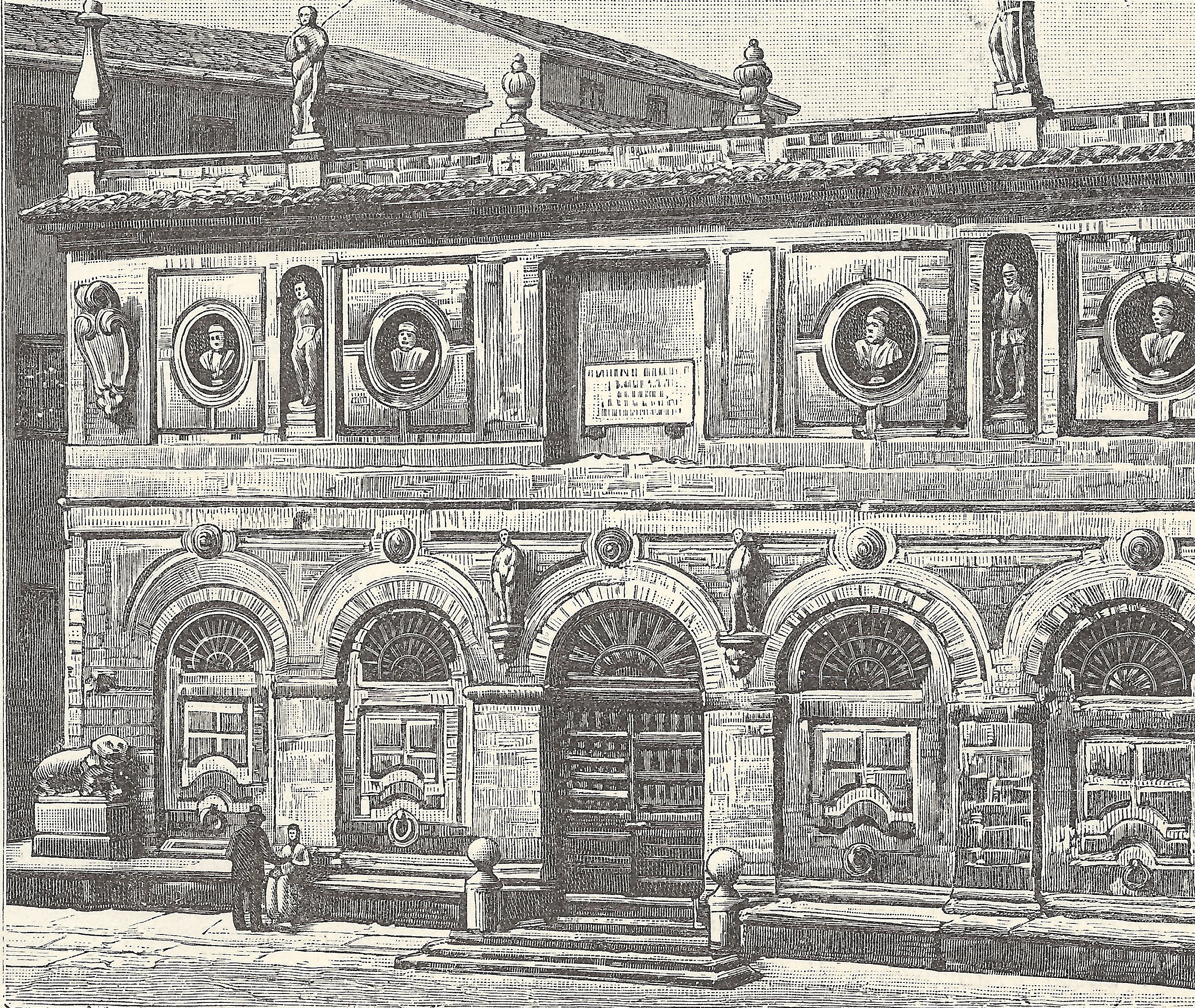
La dogana come si presentava a fine ottocento.

La dogana assunse le forme architettoniche attuali quando il principe Francesco Marino Caracciolo ne commissionò il restauro a Cosimo Fanzago, dopo che lo stabile era caduto in abbandono in seguito alla peste del 1656.
La facciata è divisa in cinque moduli su due livelli di cui solo quello inferiore ospita lunette che danno luce all'interno. Il piano terreno è diviso da cinque archi dei quali quello centrali e i due esterni sono portoni, mentre in passato solo quello centrale era aperto come documentato da varie immagini d'epoca. A sottolineare la maggiore importanza del portale centrale vi sono due mensole che un tempo ospitavano due statue antiche: Diana e Efebo. Ai due lati della facciata erano presenti due leoni reggenti lo stemma del Principato Ultra, posti ai lati del portale di Palazzo Caracciolo. Il piano superiore si divide in riquadri che riflettono i cinque archi sottostanti. Quello centrale ospita una lapide in ricordo del restauro del Fanzago. Gli altri quattro riquadri ospitavano in nicchie circolari busti di: Augusto, Adriano, Pericle e Antonino Pio. Tra questi due nicchie ospitavano una Venere Anadiomene e la statua di Francesco Marino Caracciolo. Agli estremi vi sono gli stemmi della famiglia. A coronamento del tetto, una balaustra ospitava altre statue provenienti da Abellinum.
L'edificio fu gravemente danneggiato dal terremoto del 1980; in seguito ospitò un cinema, ma negli anni 1990 subì un incendio, al quale sopravvissero solo la facciata e la base delle mura perimetrali. Dopo un lungo periodo di abbandono, ne sono stati avviati lavori di restauro, con l'intenzione di trasformarlo in luogo per attività culturali e sociali, e conclusione prevista per la fine del 2025.
 Palazzo de Conciliis 
Opera dell'architetto Luigi Maria de Conciliis nel corso del Settecento, ha accolto il giovane Victor Hugo in occasione del ricongiungimento col padre (il colonnello Joseph Léopold Sigisbert Hugo) ad Avellino, ivi trasferitosi in seguito alla nomina a Governatore militare della provincia, in sostituzione del Digonet, avvenuta agli inizi del 1808.
 Casa della Gioventù Italiana del Littorio 
Costruita a seguito di un primo progetto del 1928 di Enrico Del Debbio, già autore del Foro Italico di Roma, fu inaugurata da Renato Ricci, presidente dell'ONB, nel pomeriggio del 10 aprile 1937. Fu realizzata dall'impresa di Domenico Galasso sotto la direzione dei lavori di Giuseppe Mallardo. Il progetto non prevedeva una palestra come molte altre case sparse in Italia, ma una grande sala proiezioni e teatro. Il progetto è impostato sul contrappunto tra due elementi, la torre, intesa come elemento monumentale, e il volume lineare dell'edificio. Matericamente presenta delle ampie campiture ad intonaco rosso, come spesso nei progetti di Del Debbio, ma anche un'ampia parete in vetrocemento, campo di specializzazione dell'industria vetraia italiana sulla scia delle industrie straniere. Il rivestimento in pietra è, invece, limitato alla sola torre per dare alla composizione un tono più solenne. L'architetto inoltre sperimenta la posizione della torre staccata rispetto alla massa (è collegata tramite una pensilina che segna l'ingresso all'edificio) che ripeterà nella Casa del Balilla di Modena. Il palazzo, dopo essere stato abbandonato nel dopoguerra, fu riconvertito in sala cinematografica; sopravvissuto al terremoto del 1980, è stato ristrutturato negli anni novanta. Il piazzale ad essa affiancato è intitolato all'architetto che l'ha progettata e accoglie vari eventi cittadini, soprattutto proiezioni cinematografiche all'aperto (spesso legate al Laceno d'Oro).
 Torre dell'Orologio 

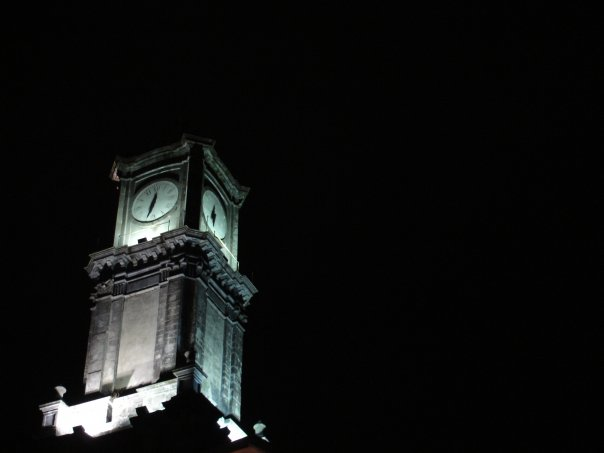
La torre dell'Orologio di notte.

La Torre dell'Orologio, simbolo di Avellino, è un monumento in stile barocco che sovrasta la Piazza Amendola, dove si trova il Palazzo della Dogana.
La torre è alta circa 36 metri e presenta un basamento a bugne riquadre. In origine presentava due piani, con quello più elevato aperto. Successivamente, venne aggiunto un terzo livello dotato di un orologio a campane e della "diana" che suonava a martello in caso di pericolo.
Data la sua altezza e la sua collocazione, la Torre dell'Orologio sovrastava gli edifici circostanti e la sua sommità è visibile da lontano, persino dalla fine di via Francesco Tedesco e del Corso Vittorio Emanuele II.
Voluta per volontà del principe Francesco Marino Caracciolo, fu progettata dall'architetto Cosimo Fanzago a metà del XVII secolo.
Come tutti i monumenti secolari, la Torre dell'Orologio ha vissuto le conseguenze dei vari terremoti successivi alla sua costruzione, nel XVII e XVIII secolo. Perciò, venne restaurata nel 1782, impiegando danaro pubblico, secondo quanto recita una lapide, dove si leggono i nomi del Sindaco, Pietro Rossi, e dell'Architetto, Luigi Maria de Conciliis.
La Torre crollò quasi interamente a seguito del terremoto del 23 novembre 1980, il che rese necessaria una ricostruzione con alcuni elementi originali.
 Carcere Borbonico 

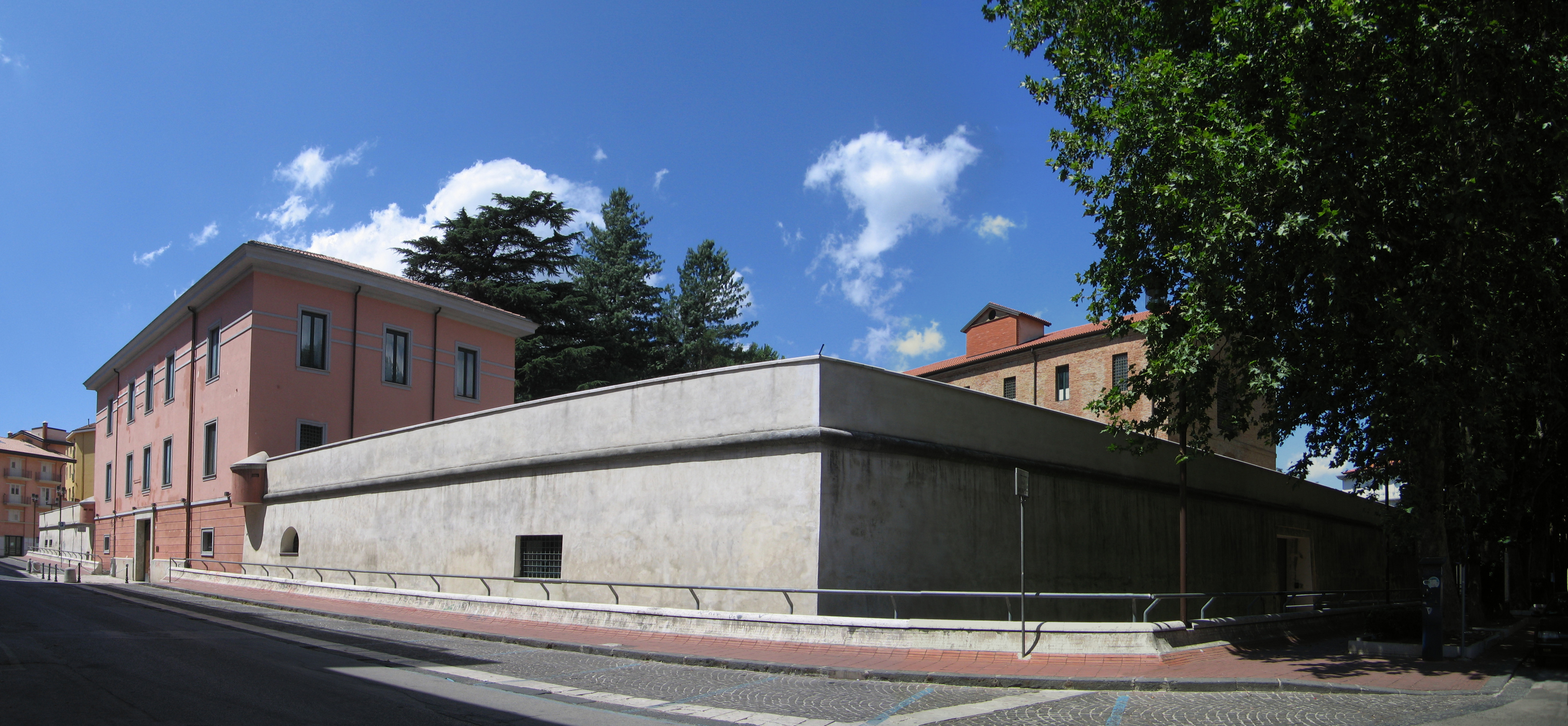
Prospetto principale del Carcere borbonico.

Venne iniziato nel 1819. Nel 1826 fu approvato il progetto del carcere di Giuliano de Falco. I lavori vennero iniziati nel 1827, i primi due padiglioni ultimati entro gli anni trenta dell'Ottocento.
Il carcere è stato attivo fino al 1987 per poi essere sottoposto a lunghe attività di restauro e riqualificazione, fino alla sua funzione di principale polo museale della provincia. I suoi padiglioni sono infatti sede del Museo Provinciale Irpino, in particolare del Museo del Risorgimento (nuova sezione inaugurata il 17 marzo 2011), della Pinacoteca Provinciale (in riallestimento) e del Lapidario Provinciale (nel cortile aperto).
La struttura ospita sale dedicate a mostre e attività didattiche e un auditorium di circa 100 posti. È sede degli uffici della Soprintendenza di Avellino, dell'Archivio di Stato e di alcuni uffici della Provincia di Avellino.
 Casino del Principe 

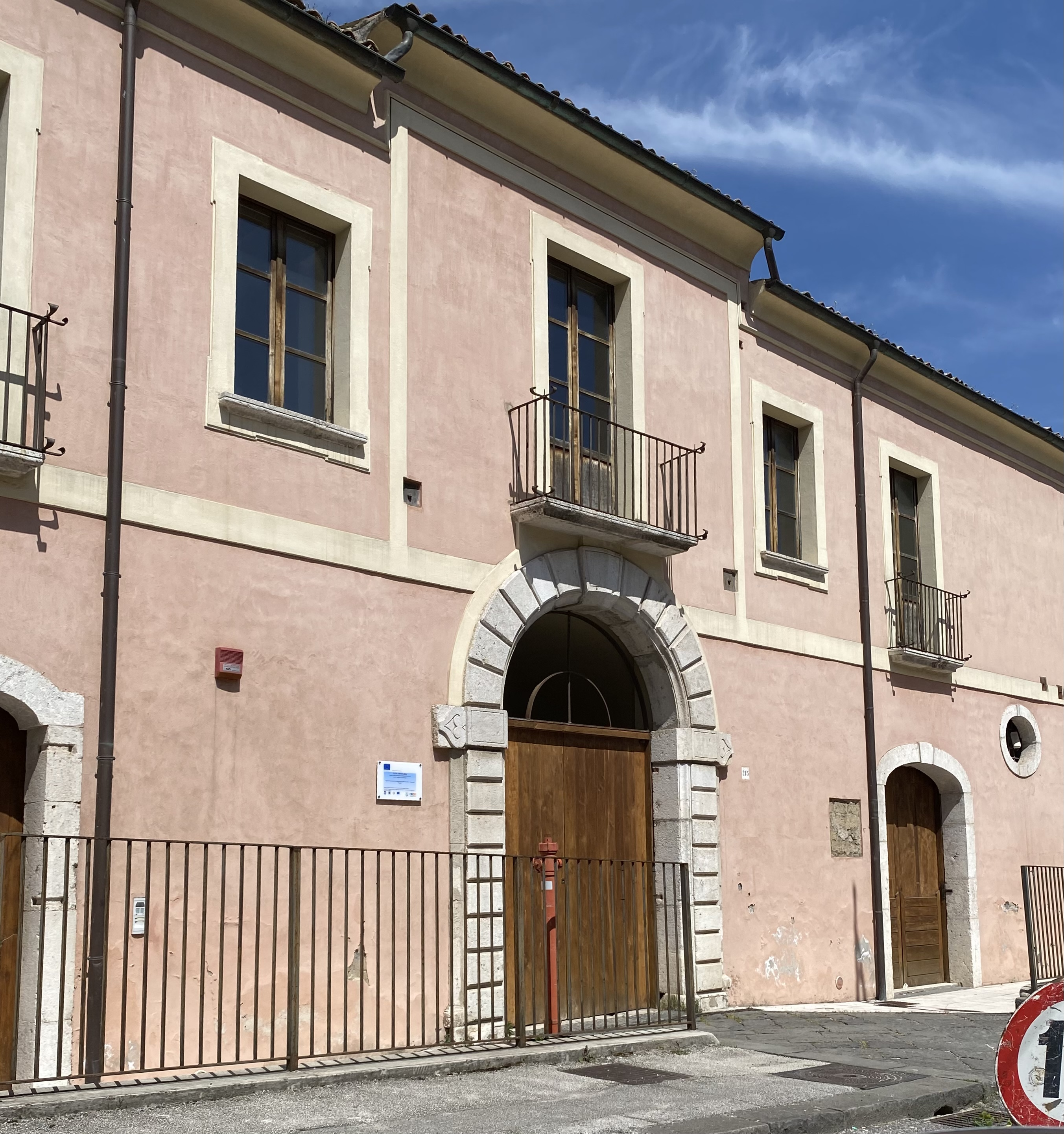
Ingresso del Casino del Principe

Residenza nobiliare in stile rinascimentale commissionata da uno dei principi della dinastia Caracciolo, Camillo, nel 1591. In seguito al restauro è stata adibita a centro espositivo. Tra le mostre presentate vi sono quelle dedicate a Caravaggio, Leonardo da Vinci, Andrea Pazienza e Pablo Picasso.
La Casina del Principe costituiva l’accesso al parco attiguo al castello. Fu fatto edificare intorno alla metà del 1700 da Maria Antonia Carafa, moglie del principe di Avellino, Francesco Marino IV.
La struttura sorse proprio nei pressi della porta monumentale che segnava l'ingresso del giardino, la parte inferiore del grande parco che fu voluto dal principe Camillo Caracciolo. Il parco fu chiamato "Parco Donnico" dal principe Caracciolo.
Il parco costituiva la riserva di caccia del principe, che fu ampliata, acquistando ettari di terra dai privati, diventando una delle "sette meraviglie del Regno di Napoli" ( titolo che gli fu attribuito da Carlo Borbone durante una sua visita ad Avellino e che fu ospite alla corte dei Caracciolo per qualche giorno). Era talmente ampio che occupava tutta la zona dell'attuale Rione Parco (che da esso ha preso il nome) fino ad arrivare nella zona della frazione di Picarelli. Nel parco si trovavano animali come cervi, caprioli e tanti altri. C'erano anche dei giardini ricchi di tulipani, narcisi, anemoni e tante altre tipologie di fiori e piante, anche esotiche, che all'epoca erano sconosciute nel Regno e in gran parte d'Italia. Il parco era famoso per le fontane e i giochi d’acqua, per la cui realizzazione venne chiamato un ingegnere idraulico di origini fiorentine, Antonio Nigrone.
La Casina fu un luogo di svago per il principe e per i suoi concittadini.
Dopo i lavori di restauro fatti al Casino, fu scoperto nei sotterranei un ipogeo che risulta, secondo varie ricerche ed ipotesi, avere una datazione ancora più antica del Casino stesso. Si ipotizza che fu realizzato durante i lavori di restauro del castello dopo che fu devastato dai soldati spagnoli nel 1528 e per il matrimonio della contessa di Avellino Maria de Cardona con Francesco d'Este, figlio del Duca Alfonso I d'Este e di Lucrezia Borgia, nel 1539.
Dell'ipogeo si possono ammirare: elementi decorativi emergenti su un piccolo specchio di acqua, una fontana a parete dal classico stile cinquecentesco con due figure statuarie (una maschile e una femminile), decorazioni con spugne marine e conchiglie e un germaul.
 Fontana di Bellerofonte 

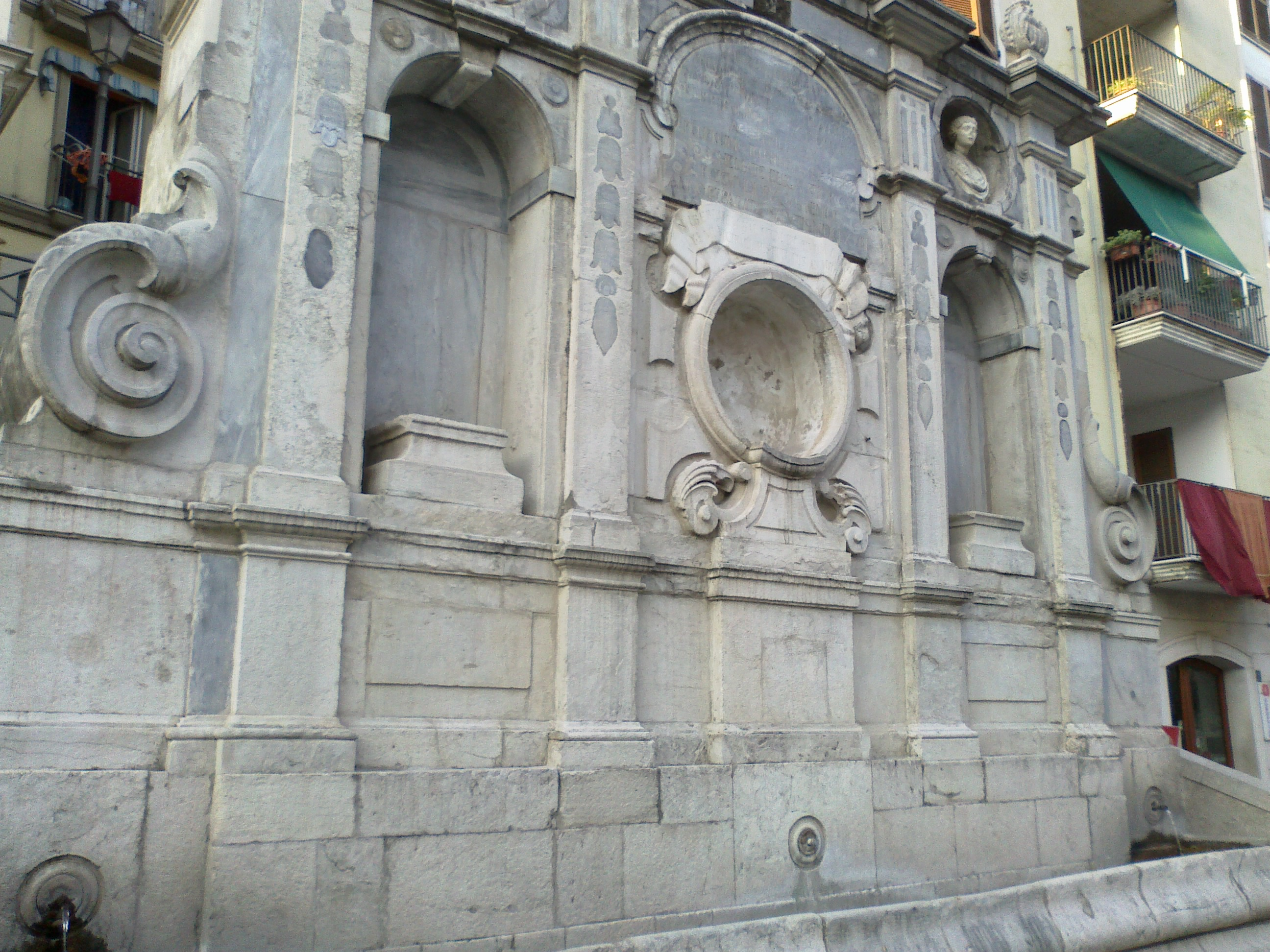
La fontana di Bellerofonte.

Conosciuta anche come "fontana dei tre cannuòli" per la sua conformazione, è un'opera dello scultore bergamasco Cosimo Fanzago (XVII secolo), sita nel centro storico, nella parte alta di corso Umberto I (già via di Costantinopoli).

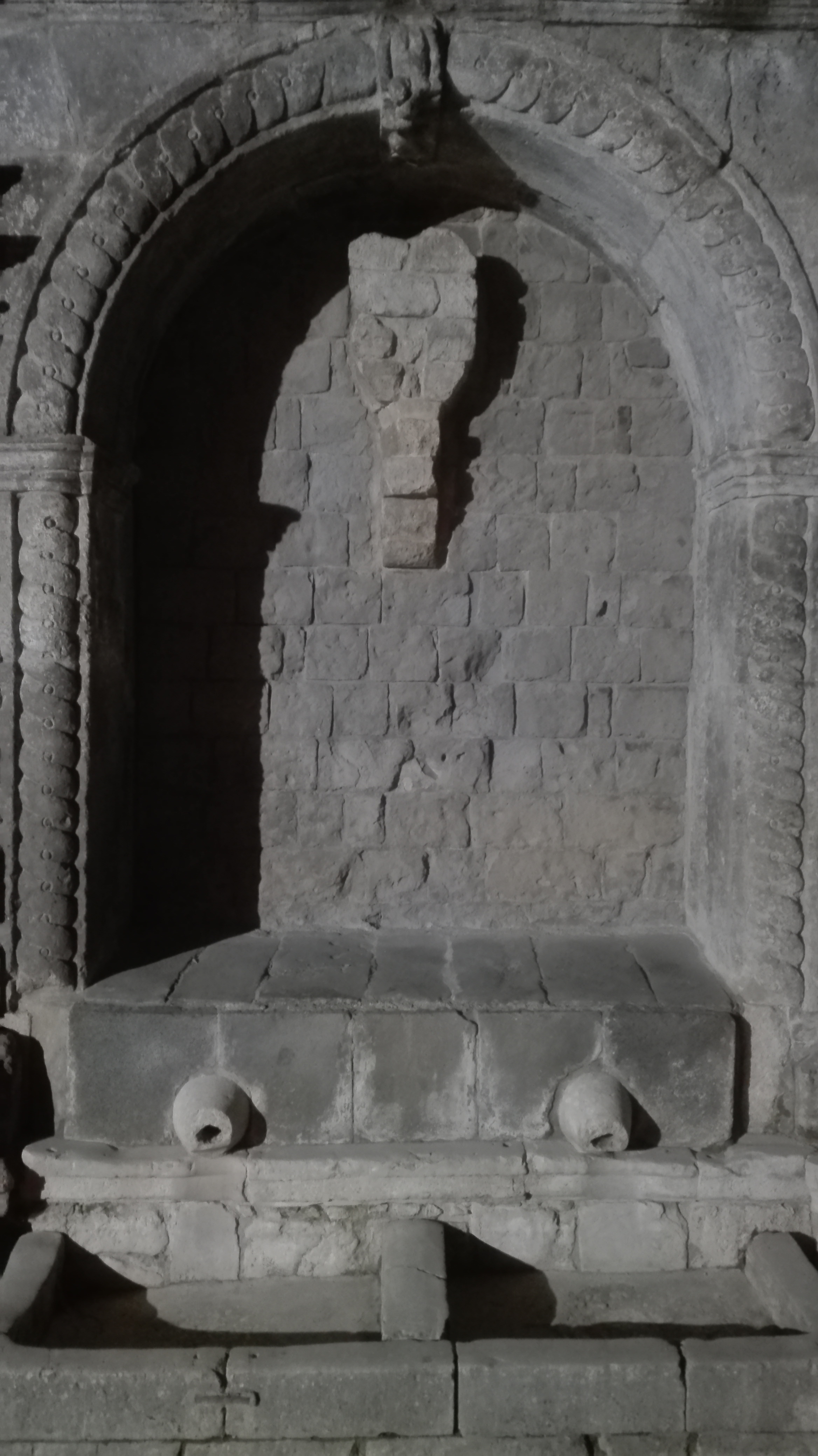
 Fontana Tecta 
Posta sulle sponde del Fenestrelle, risale al 1050, dovuta alla generosità di un benefattore, Grimoaldo.
Oltre al corpo principale, sotto una tettoia in muratura sono ospitati vari lavatoi in pietra.
L'edificio è stato restaurato nel 2017.
 Monumento ai Caduti di tutte le guerre 
Sito in via Matteotti, sostituì in epoca fascista un più antico monumento sacrificato per fornire materiale per la seconda guerra mondiale. Fu inaugurato nel 1943 ed è teatro delle commemorazioni delle feste nazionali (4 novembre, 25 aprile).

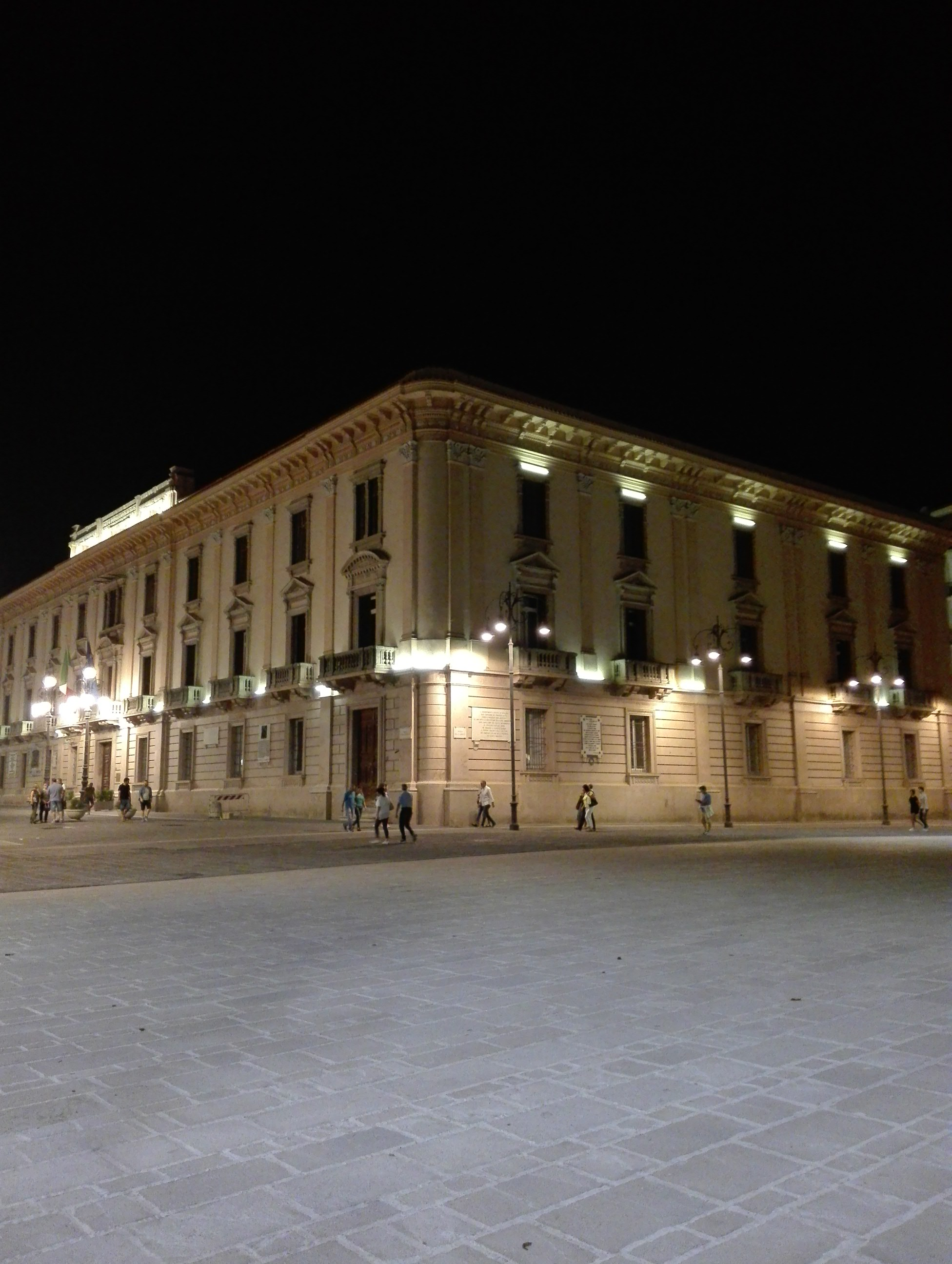
Il palazzo del Governo visto da Piazza della Libertà.

 Altri edifici storici 
- Palazzo del Governo
- Palazzo Amoretti
- Palazzo Balestrieri
- Palazzo Caracciolo
- Palazzo De Conciliis
- Palazzo De Peruta
- Palazzo Festa
- Palazzo Greco
- Palazzo Testa
- Palazzo Trevisani
- Caserma Litto
- Villa Salomone

### Architetture militari
Castello 

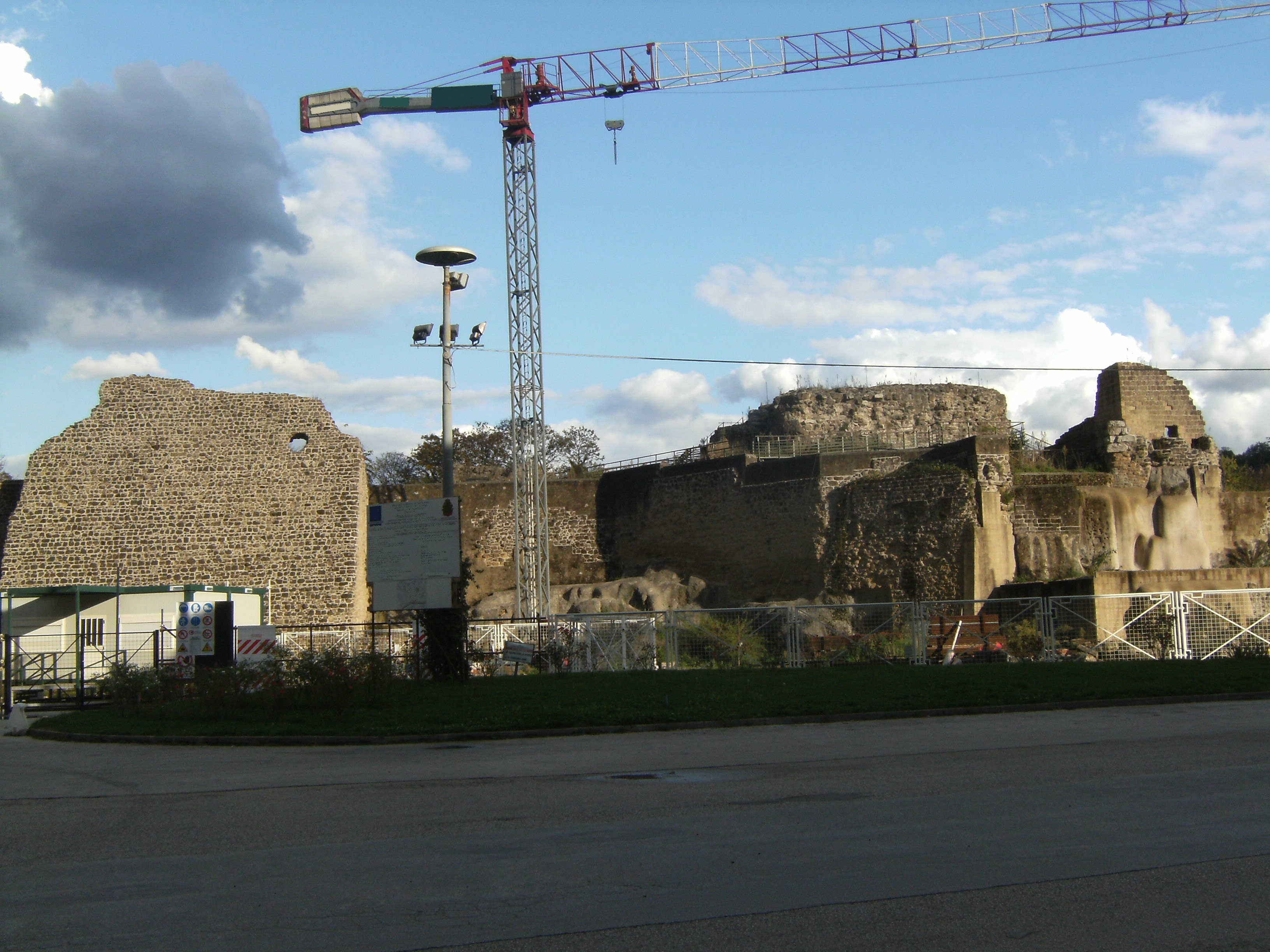
Scorcio dei ruderi del Castello Longobardo.

Di fronte al teatro Gesualdo sorge il castello della città.
La prima parte del castello è stata realizzata sotto la dominazione dei Longobardi nel VI secolo d.C., cioè quando iniziò la rinascita del borgo di Avellino.
Il castello è circondato dai fiumi Fenestrelle e Rio San Francesco, quest'ultimo interrato, su 3 lati e dalla collina della Terra a ovest, ma contrariamente a molti dei castelli irpini, sorge nel punto più basso della città.
Il castello ha subito diversi assedi nel corso della sua storia, il più importante quello portato avanti dalle truppe di Alfonso d'Aragona nel 1436.
Dimora di tutte le famiglie feudatarie di Avellino, ha ospitato anche gli imperatori del Sacro Romano Impero Lotario I ed Enrico VI e diversi sovrani di casa d'Angiò e d'Aragona.
Fu qui che il 27 settembre 1130 l'antipapa Anacleto II consegnò a Ruggero II la bolla che lo fece re di Sicilia, avviando quindi la storia del regno dei Normanni in Sicilia e di casa Altavilla
Quando nel XVI secolo divenne contessa di Avellino Maria de Cardona, il castello divenne meta di poeti e viaggiatori che vennero da tutt'Italia per ammirare la bellezza della contessa, come Bernardo Tasso, Giovanni Andrea Gesualdo e Beldando; avviò la creazione della foresteria dove prima sorgeva il casotto di caccia (nota anche come la Casina del Principe) e iniziò la creazione del parco del castello.
Fu però sotto i Caracciolo che il Castello visse il suo momento di massimo splendore. Tra la fine del XVI secolo e l'inizio del XVIII secolo i principi di Avellino completarono la costruzione del parco, dotandolo di un lago artificiale e di una nuova casina di caccia, abbatterono le torri ed i merli e trasformarono il castello in una reggia stupenda che continuò ad attirare letterati e colti da tutta la penisola, accrescendo l'importanza culturale della città.
La reggia dei Caracciolo divenne una dimora principesca di uno splendore paragonabile alle corti napoletane ed uno dei gioielli del mezzogiorno d'Italia.
Nel XVII un grande mecenate avellinese, Marino II Caracciolo, instituì nel castello l'Accademia dei Dogliosi.
Il castello però, dopo aver raggiunto il suo apice, subì gravi danneggiamenti durante la rivolta di Masaniello, i Caracciolo dunque abbandonarono la reggia e si trasferirono nell'omonimo palazzo al centro della città.
Dal settecento il castello è restato nell'incuria più totale, alcune zone sono persino state abbattute per far posto a costruzioni moderne, come il conservatorio Domenico Cimarosa della città.
Il comune di Avellino ha avviato un progetto per restaurare il castello e restituirlo alla cittadinanza, i lavori sono rimasti fermi dal 2012 dopo il sequestro dell'area a causa della scoperta di una discarica di materiali di costruzioni, fra cui diverse quantità di piombo, nella piazza di fronte al castello; dopo 11 anni, il 6 dicembre 2023, Piazza Castello è stata finalmente riconsegnata alla città.

### Altro
Piazza della Libertà 
Inizialmente nota come Largo dei Tribunali, in quanto in Palazzo Caracciolo ebbe poi sede il tribunale, assunse il nome di Piazza della Libertà nel 1864; sotto il fascismo fu nota come piazza della Rivoluzione. L'aspetto architettonico è notevolmente mutato nel corso degli anni. Nel 1620, all'inizio di Viale dl Miglio (l'odierno corso Vittorio Emanuele II), era stata eretta Porta Napoli, poi demolita ad inizio '800. Nel 1709 i principi Caracciolo fecero costruire come loro residenza l'omonimo palazzo, in seguito adibito a tribunale e oggi sede della provincia. Nel corso del '900 furono abbattute la chiesa del Rosario (ricostruita sul corso principale nel 1933), il complesso di S. Francesco risalente al XIII secolo e il teatro comunale. Negli anni '60 furono costruite le due fontane, tuttora presenti. Tra il 2016 e il 2017 la piazza è stata oggetto di un totale rifacimento rendendola, inoltre, un proseguimento dell'area pedonale dell'attiguo Corso.
 Corso Vittorio Emanuele II 

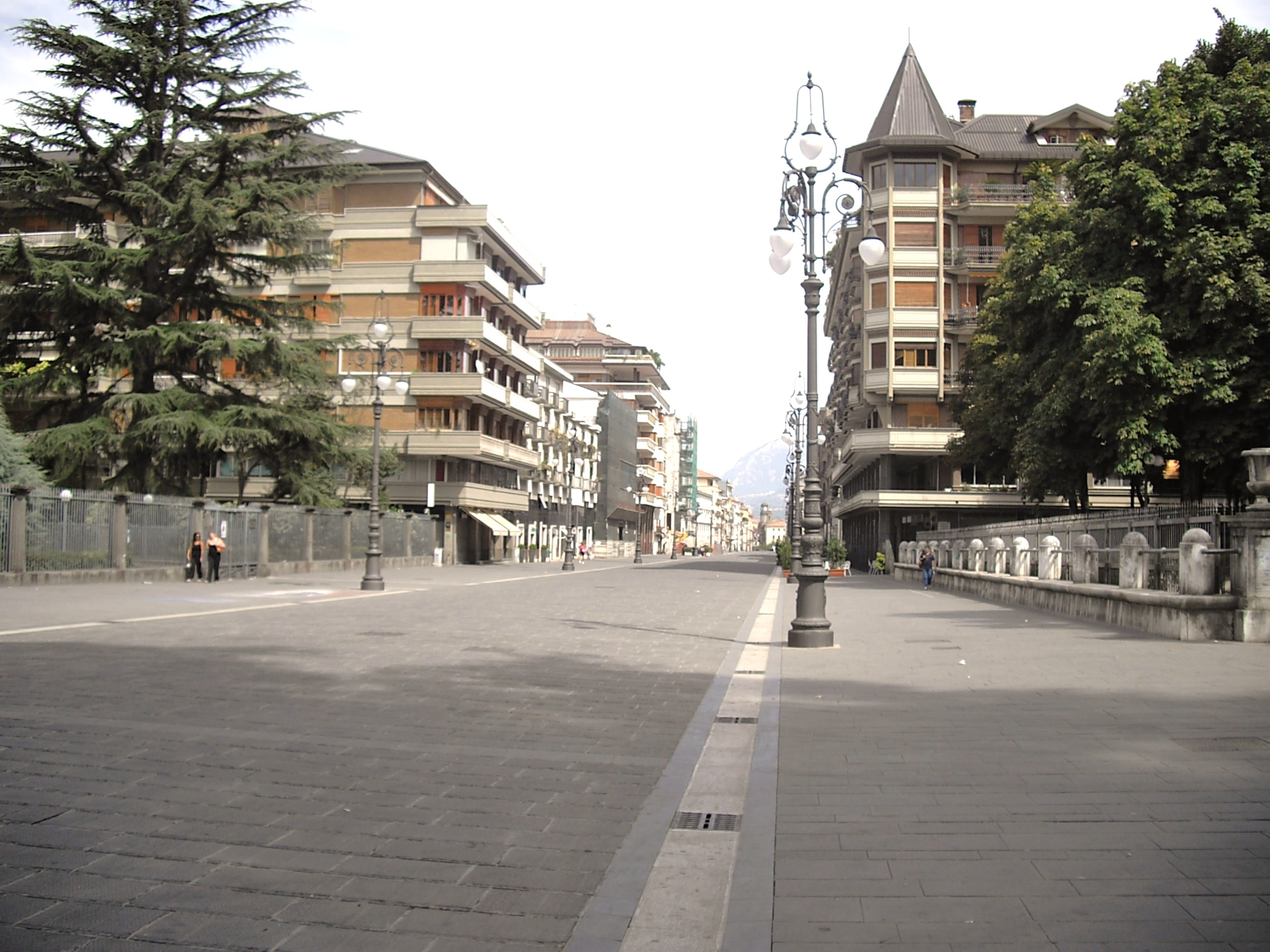
Scorcio di Corso Vittorio Emanuele II.

È il principale luogo di ritrovo cittadino. Tra il 2007 e il 2009 ha subito ingenti lavori di riqualificazione con la posa in opera di una nuova pavimentazione in pietra lavica, di nuovi arredi urbani e la totale pedonalizzazione. Nel dicembre 2017 è stato approvato il progetto di riqualificazione, con la sostituzione degli arredi esistenti. Il corso ha una lunghezza di circa 750 metri che, con il prolungamento a ovest verso viale Italia, definisce un'unica direttrice rettilinea che arriva a misurare circa 2 km. In prossimità di piazza della Libertà, area pedonale contigua all'estremità orientale corso, è situato il Palazzo del governo; l'edificio ospitò nel 1502 un ospedale, prima di essere trasformato in un convento attivo fino al 1809. Nel 1818 divenne sede del rappresentante del governo, per poi diventare l'attuale sede della prefettura.. A poca distanza sorge il Palazzo De Peruta che, fino ai primi anni 1990, ospitava la sede comunale. Circa a metà corso si trova la chiesa del Santissimo Rosario, in precedenza adiacente all'attuale prefettura, poi demolita agli inizi del XX secolo e qui ricostruita. Il 2 aprile 1933 iniziarono i lavori della nuova chiesa, che fu aperta al culto il 23 dicembre 1938. Verso la fine del corso è presente il convitto nazionale "Pietro Colletta", la cui apertura come "Real Collegio" risale al 1831. Di fronte al convitto si trova la villa comunale, già orto botanico di Avellino. Istituito nel 1819, fu inaugurato il 31 luglio 1850.
 Ville Comunali 

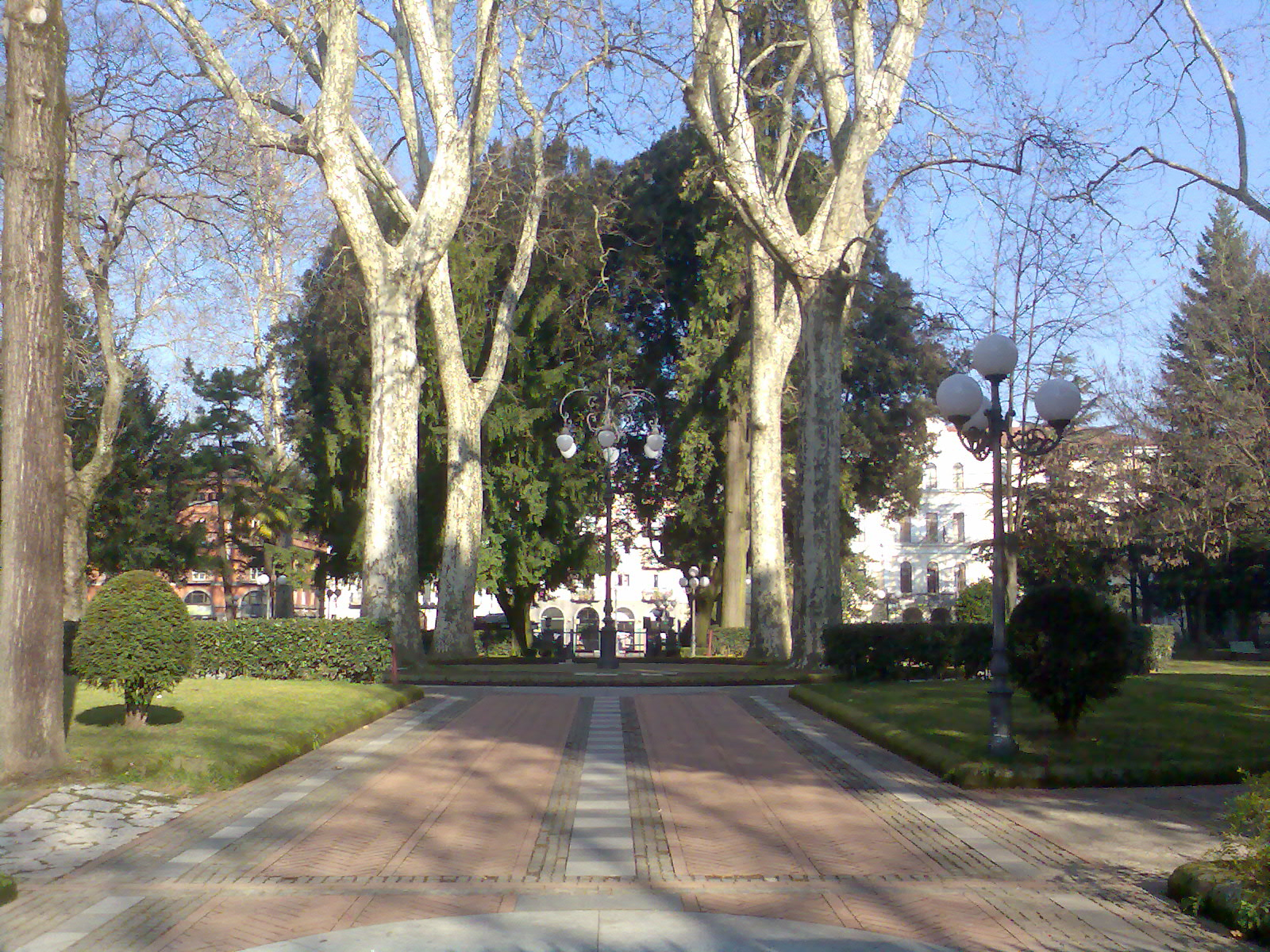
La Villa Comunale.

Vi sono nella città due Ville Comunali: la più grande e storica sita in adiacenza al corso Vittorio Emanuele II, mentre un'altra, inaugurata nel 2006, si trova in via Cristoforo Colombo, nei pressi del distretto militare.

### Aree naturali
Parco "Antonio Manganelli"

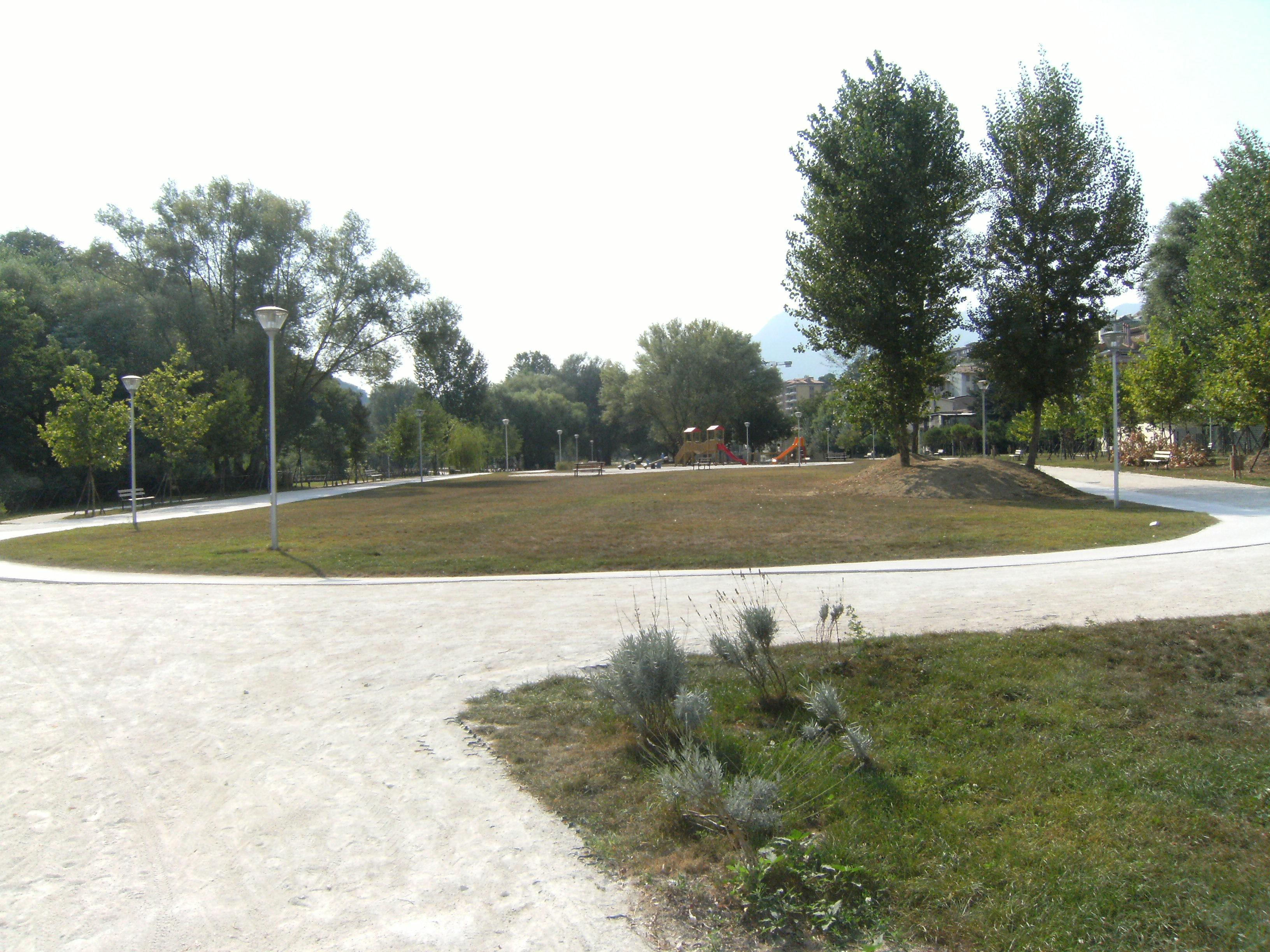
Il parco "Antonio Manganelli".

Inaugurato il 23 luglio 2010, il Parco urbano di Santo Spirito è il polmone verde di Avellino. Con i suoi 120000 m², infatti, costeggia e copre buona parte del percorso del torrente Fenestrelle, andando così a rivalutare una zona di Avellino ancora sottoutilizzata. Il parco comprende vaste aree verdi, piste ciclabili, un anfiteatro all'aperto, uno spazio giochi per bambini, una pista da jogging, campi da tennis, calcetto, rugby, pallavolo, pallacanestro e bocce, ed un edificio adibito ai servizi. Alcuni progetti, come l'idea di un maneggio o di punti ristoro, non hanno visto la luce. Nel giugno 2012 il parco è stato chiuso a causa dello stato di degrado e di abbandono in cui versava a soli due anni dall'inaugurazione. A seguito di lavori di ristrutturazione, il 18 maggio 2013 il parco è stato riaperto al pubblico; contestualmente è avvenuta la cerimonia di intitolazione ad Antonio Manganelli.
Parco urbano "Giovanni Palatucci"
Parco posto su via Morelli e Silvati, abbandonato e degradato per parecchi anni, nel 2019 il Vescovo di Avellino Arturo Aiello se ne è assunti la responsabilità e la manutenzione restituendolo alla cittadinanza. Presenta varie strutture sportive.
Viale Italia
Viale Italia è uno dei punti storico-naturalistici più caratteristici della città di Avellino; ha cambiato nome nel corso del tempo. Nasce circa nel XVIII secolo con la piantumazione di un doppio filare alberato di platani. Con il passare dei secoli questa zona, che si trova in centro città, è diventata un vero e proprio luogo di attrazione per la maestosità dei suoi alberi (da qui il nome di "viale Platani" con cui è anche noto). Con il diffondersi del cancro colorato, i platani avellinesi, come in tutto il mondo, sono stati decimati. Nel ventunesimo secolo il viale è ancora un simbolo della città anche se a tratti ha perso il fascino di un tempo. È in progetto la piantumazione di nuovi alberi della specie Platanor vallis clausa, tipologia di platano esteticamente identica all'originale ma inattaccabile dalla malattia che li ha portati all'estinzione.

## Società

### Evoluzione demografica
Abitanti censiti

### Etnie e minoranze straniere
Al 31 dicembre 2023 gli stranieri residenti nel comune erano 2337, ovvero il 4,48% della popolazione. Di seguito sono riportati i gruppi più consistenti:
- Ucraina 871
- Romania 272
- Cina 125
- Sri Lanka 107
- Nigeria 105
- Sri Lanka 107
- Polonia 85
- Bulgaria 81
- Pakistan 65
- Georgia 53

### Tradizioni e folclore

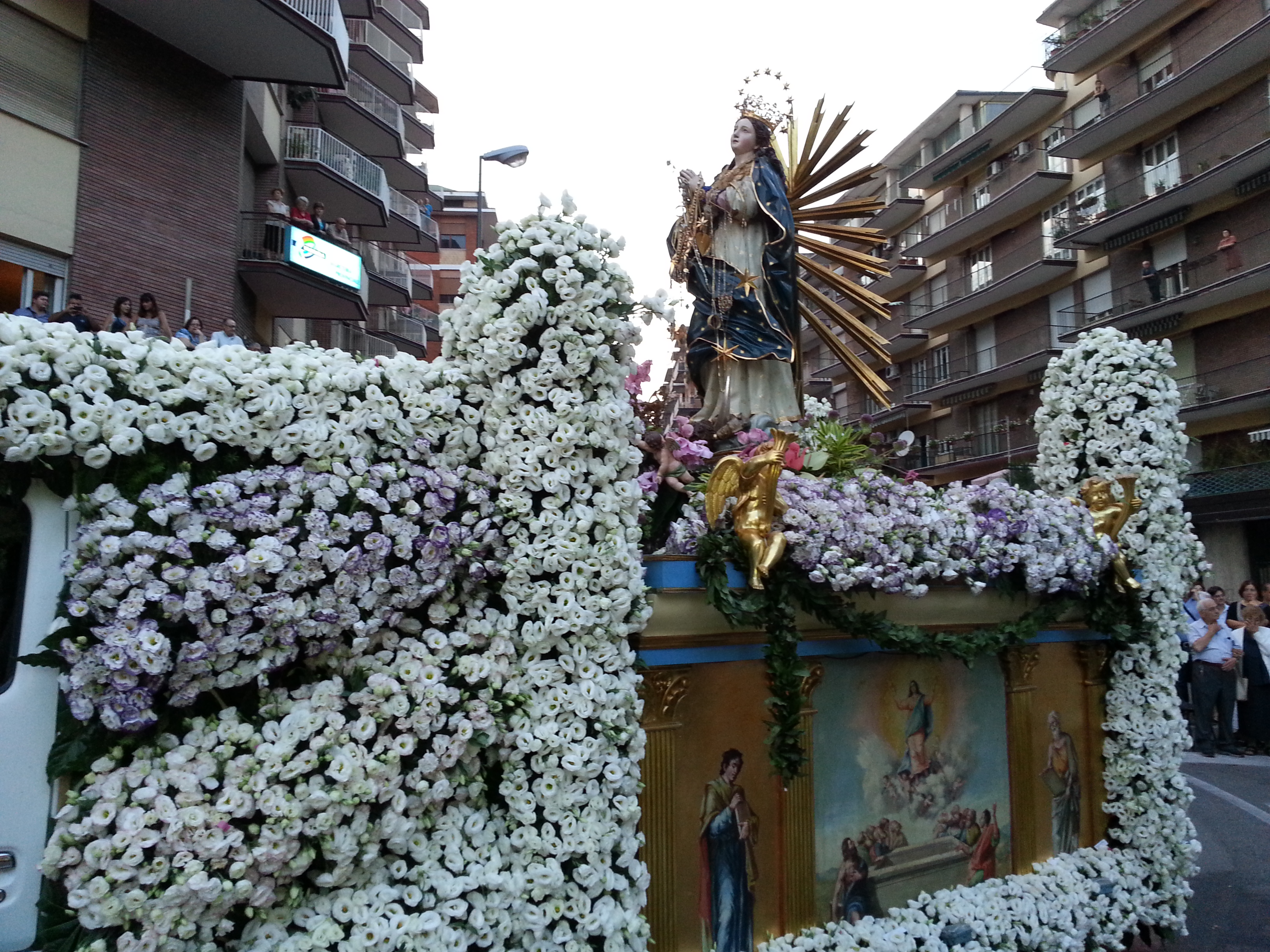
La processione dell'Assunta per le strade di Avellino.

Molto forte e sentito è il culto per Santa Rita da parte degli avellinesi. Il 22 maggio nel pomeriggio, la statua della Santa viene portata in processione dalla chiesa di San Francesco Saverio, detta anche di Santa Rita, molti fedeli, soprattutto donne, seguono la processione attraversando le strade di Avellino completamente scalze in segno di devozione.
Nel mese di agosto la città festeggia l'Assunzione di Maria Santissima, nel tardo pomeriggio di ferragosto si svolge la tradizionale processione della Madonna Assunta, compatrona della città di Avellino, che viene portata su un carro pieno di fiori e arricchito in tre lati da dei quadri storici dell'Assunta.
La Zeza è una scenetta carnevalesca, cantata al suono del trombone e della grancassa. Vide probabilmente la luce nella seconda metà del Seicento. Da Napoli si diffuse presto nelle campagne adiacenti, con caratteri sempre più diversificati nelle altre regioni del Regno. Viene rappresentata nella frazione di Bellizzi Irpino.

### Istituzioni, enti e associazioni
Ad Avellino è presente la più grande struttura sanitaria pubblica dell'omonima provincia, l'azienda ospedaliera di rilievo nazionale e di alta specialità San Giuseppe Moscati, comunemente denominata "Città Ospedaliera".
Presso la caserma Berardi (ex distretto militare in viale Italia) è ospitato il 232º Reggimento trasmissioni.
È presente una sede dell'università degli studi di Salerno.

## Cultura

### Istruzione

#### Archivi
- Archivio di Stato di Avellino
- Archivio notarile distrettuale
- Archivio Diocesano
- Archivio del Comune di Avellino

#### Biblioteche
- Biblioteca provinciale Giulio e Scipione Capone, Palazzo della cultura
- Biblioteca Sant'Alfonso de' Liguori dei Padri Redentoristi
- Biblioteca dell'Archivio di stato, Complesso monumentale Carcere Borbonico
- Biblioteca del Centro di ricerca Guido Dorso per lo studio del pensiero meridionalistico, Palazzo "Victor Hugo"
- Biblioteca della Camera di commercio, industria, artigianato e agricoltura, CCIAA
- Biblioteca del Centro rete del Sistema bibliotecario provinciale, Palazzo della Cultura
- Biblioteca del Conservatorio statale di musica Domenico Cimarosa
- Biblioteca comunale Nunzia Festa, Villa Amendola
- Biblioteca dell'Istituto di scienze dell'alimentazione, CNR
- Biblioteca Alfredo De Marsico del Consiglio dell'Ordine degli Avvocati, Palazzo di Giustizia
- Biblioteca del Centro sociale Samantha Della Porta
- Biblioteca Mario Sarro della Soprintendenza Belle Arti e Paesaggio di Salerno e Avellino, Complesso monumentale Carcere borbonico
- Biblioteca Dante Troisi del Liceo Classico Statale Pietro Colletta
- Biblioteca dell'Istituto tecnico agrario Francesco De Sanctis
- Biblioteca Mario Pensa del Liceo statale Paolo Emilio Imbriani
- Biblioteca dell'Istituto di Cultura Germanica A.C.I.T., Palazzo "Victor Hugo"
- Biblioteca Bibliocaffè dell'IPSSEOA Manlio Rossi Doria
- Biblioteche comunali ex circoscrizionali
- Biblioteca della Camera di Commercio
- Biblioteca del Museo d'arte - MdAO
- Biblioteca Santa Maria delle Grazie, Convento dei PP. Cappuccini
- Biblioteca del Seminario vescovile "P. Venezia", Istituto Superiore di Scienze Religiose "San Giuseppe Moscati"
- Mediateca Provinciale, Palazzo Provinciale della Cultura

#### Ricerca

##### Istituto di Scienze dell'Alimentazione CNR
Ad Avellino ha anche sede una sezione del Consiglio Nazionale delle Ricerche, specificamente l'Istituto di Scienze dell'Alimentazione (ISA).
Presso l'istituto si svolgono attività di ricerca, di valorizzazione, trasferimento tecnologico e di formazione nei seguenti settori scientifici, relativamente alle seguenti tematiche:
- Studi sulla composizione e le qualità nutrizionali degli alimenti;
- Valutazione degli effetti dell'alimentazione sulla salute umana;
- Caratterizzazione e valorizzazione di alimenti tipici nella dieta mediterranea;
- Genomica, proteomica, e bioinformatica delle scienze dell'alimentazione.

L'attività di ricerca dell'ISA è multidisciplinare e corrisponde all'organizzazione interna in tre macrolinee scientifiche a sua volta divise in unità di ricerca.

##### Centro di ricerca "Basilio Orga"
Fondato nel 2018 è un centro di ricerca privato per lo studio della Storia e della Critica d'Arte, è dedicato allo storico dell'arte napoletano Basilio Orga (1910-1994).
Nella sua attività di ricerca ed approfondimento pubblica delle monografie e degli studi tematici; a carattere divulgativo e specialistico - scientifico realizza mostre, convegni, seminari, simposi sui temi della storia dell'arte e della critica artistica. Fra le mostre di rilevanza internazionale si ricorda la mostra De Chirico: Segno e Mistero del 2018.
Tra i suoi campi di ricerca c'è anche lo studio dell'arte in Campania e principalmente in Irpinia e ad Avellino, si ricordano le mostre realizzate sui pittori avellinesi Giovanni Battista (2015, 2018), Cesare Uva (2016), Achille Carrillo (2018) e sul pittore irpino Vincenzo Volpe (2019). Oltre alla mostra "I pittori avellinesi del Diciannovesimo secolo" del 2021.
Esso comprende:
- Archivio dei pittori irpini del Diciannovesimo secolo (Achille Carrillo, Vincenzo Volpe, Angelo Volpe, Mariano Uva, etc.) e Comitato per la tutela dei pittori irpini dell'Ottocento;
- Comitato per la tutela dell'opera di Giovanni Battista;
- Archivio Cesare Uva;
- Archivio dei pittori irpini della prima età moderna (Jacopo Cestaro, Francesco Guarini, Angelo Solimena, Francesco Solimena, etc).

Collabora con la casa editrice partenopea "Omicron".
Recentemente ha istituito Collezione d'arte dell'Archivio dei pittori irpini del Diciannovesimo secolo, con opere di Giovanni Battista (pittore), Achille Carrillo, Cesare Uva, Angelo Volpe e Vincenzo Volpe (pittore).

##### Centro di ricerca per lo studio del pensiero meridionalistico "Guido Dorso"
Il centro di ricerca "Guido Dorso" è stato fondato ad Avellino nel 1978 per volontà della famiglia Dorso. Esso «Ha lo scopo di ordinare e conservare il materiale documentario del Fondo Guido Dorso, di raccogliere, ordinare e conservare il materiale documentario di tutte le componenti e le organizzazioni economiche, sociali e politiche del Mezzogiorno con particolare riguardo alla formazione del pensiero meridionalista e più in generale del movimento operaio e contadino”.
Il centro dispone di vari ambienti all'interno del Palazzo De Conciliis, antico palazzo signorile avellinese famoso soprattutto per aver ospitato per alcuni mesi un giovanissimo Victor Hugo. Il centro offre servizio di Biblioteca e di Archivio.

#### Scuole
La città di Avellino dispone di numerosi istituti scolastici, dislocati su tutto il territorio comunale. Le scuole materne e primarie si trovano in tutti i quartieri, mentre le scuole secondarie di I grado si trovano nel centro e nei quartieri più importanti della città. Gli istituti superiori e i licei invece sono raggruppati in campus scolastici, alcuni situati in centro, altri verso la periferia. Tra i più antichi tra essi vi sono il convitto nazionale Pietro Colletta inaugurato il 1º dicembre 1831, l'istituto agrario inaugurato il 27 ottobre 1879, ed il liceo scientifico Pasquale Stanislao Mancini inaugurato nel 1923.

##### Conservatorio Domenico Cimarosa
Il conservatorio "Domenico Cimarosa" di Avellino, fondato nel 1972, risulta essere il più grande conservatorio di musica in Campania. La struttura dispone di oltre cinquanta aule insonorizzate, alcune sale strumenti, una biblioteca (con un patrimonio librario che ammonta a circa 10 000 unità, costituita da enciclopedie, antologie, collane, opera omnia, copie anastatiche, partiture, spartiti, libretti d'opera, metodi e studi, periodici e riviste), dei laboratori multimediali e un auditorium di 400 posti. In quest'ultimo, si sono tenuti anche concerti di artisti internazionali, come i Dream Syndicate e i Wire.
Un'intera area del complesso è dedicata agli uffici; al suo interno vi è una palestra attrezzata, parcheggi privati, infrastrutture e spazi rivolti agli allievi della scuola.
Grazie agli ingenti finanziamenti stanziati dal 2004 dal Ministero dell'istruzione, il conservatorio ha potuto migliorare la sua dotazione strumentale e bibliografica, da mettere al servizio degli oltre mille studenti che lo frequentano.
La struttura in cui è ubicato l'istituto è stata realizzata ex novo, dopo gli eventi sismici del 1980, dal governo degli Stati Uniti d'America e successivamente donata alla città nel 1986.
Dall'ottobre del 2009 il conservatorio ha aperto una sezione distaccata a Caserta destinata a corsi di flauto e pianoforte.
Una sede distaccata è presente anche a Vallo della Lucania.

##### Istituto agrario "F. De Sanctis"
L'istituto tecnico agrario "Francesco De Sanctis", fondato il 27 ottobre 1879 dal ministro De Sanctis per promuovere la produzione e la diffusione del prodotto vinicolo avellinese, è la più antica scuola di viticoltura ed enologia d'Italia.

#### Università
La città di Avellino non vanta istituzioni universitarie proprie; tuttavia, accoglie alcuni corsi organizzati presso sedi distaccate di altre università italiane.

##### Istituto Superiore di Scienze Religiose "San Giuseppe Moscati"
Ente universitario istituito dalla diocesi di Avellino e dalla pontificia facoltà teologica dell'Italia meridionale (di Napoli), rilascia la laurea non specialistica (di I livello) in "Scienze religiose" e abilita all'insegnamento della religione cattolica nelle scuole di ogni ordine e grado.

##### Università degli Studi di Salerno
A partire dall'anno accademico 2023/2024 l'università degli Studi di Salerno ha una sede nella città di Avellino presso l'edificio del comune in Piazza del Popolo.

##### Università degli Studi della Campania Luigi Vanvitelli
È presente una delle 9 sedi del dipartimento di scienze mediche traslazionali dell'università degli Studi della Campania Luigi Vanvitelli.

### Musei

#### Museo irpino
Il Museo irpino rappresenta la principale istituzione museale della città. Di proprietà della provincia di Avellino, si articola in varie sezioni tematiche ed è ospitato in parte nel Palazzo della cultura di corso Europa e in parte nel complesso monumentale ex Carcere borbonico (con ingresso da piazza De Marsico).
In particolare, nel Palazzo della cultura ha sede la sezione archeologica, mentre nell'ex Carcere si trovano la pinacoteca provinciale, il Museo irpino del Risorgimento, il lapidario provinciale.

##### Sezione archeologica
Nato dalla Collezione privata "Zigarelli", donata al Comune di Avellino nel 1889, si è arricchito nel tempo grazie a donazioni e acquisizioni e, soprattutto, a campagne di scavi condotte nel territorio irpino dalle locali Soprintendenze. Trasferito per competenza alla provincia di Avellino nel secondo dopoguerra, nel 1965 viene collocato al piano terra del Palazzo Provinciale della Cultura in Corso Europa, nato dal progetto dall'architetto Francesco Fariello del 1951, dove rimane la sezione archeologica, che espone importanti reperti ritrovati nella provincia di Avellino, tra i quali si segnala la preziosa raccolta collegata al culto della dea Mefite.

##### Pinacoteca Provinciale Irpina
La Pinacoteca Provinciale Irpina è situata all'interno del "Carcere Borbonico", in un intero braccio, nei pressi del Corso Vittorio Emanuele (ingresso piazza de Marsico). Propone dipinti e ceramiche, principalmente di autori locali e di interesse provinciale. Degna di nota è la sezione di dipinti napoletani dell'Ottocento con Domenico Morelli, Lord Mancini, Vincenzo Caprile, Federico Maldarelli. Fra i pittori irpini si ricordano: Giovanni Battista, Vincenzo Volpe, Angelo Volpe, Alfonso Grassi, Michele Lenzi.

##### Museo irpino del Risorgimento
Ospitato nel complesso del carcere borbonico, venne riaperto nel 2011 in occasione delle celebrazioni per il 150º anniversario dell'Unità d'Italia. Accoglie reperti dell'Ottocento riguardanti i processi e la società che resero possibile la moderna Italia. I reperti sono organizzati cronologicamente dal 1799 (nascita della Repubblica Napoletana) al 1861 (proclamazione del Regno d'Italia).
Accoglie anche un'esposizione di strumenti scientifici del XIX secolo.

#### Museo d'arte
Il Museo d'arte, fondato nel 1995 dal curatore Basilio Orga, presenta una collezione di opere del Seicento, del Settecento, dell'Ottocento e del Novecento, di autori fra i quali si ricordano: Carlo Carrà, Giorgio de Chirico, Atanasio Soldati, Pierre Laprade, Francesco Cangiullo, Renato Guttuso, Ernesto Treccani, Michelangelo Pistoletto, Vincenzo Irolli, Gabriele Carelli, Raffaele Tafuri, Gaetano Gigante, Pietro Bouvier, Francesco Casanova, Fedele Fischetti, Ubaldo Gandolfi, Luigi Vanvitelli e Nicola Vaccaro.
Particolare è la collezione di artisti irpini dell'Ottocento, fra cui si ricordano gli autori: Giovanni Battista, Giuseppe Buscaglione, Achille Carrillo, Cesare Uva, Mariano Uva, Angelo Volpe e Vincenzo Volpe. Fra gli artisti irpini del Novecento sono esposte opere di: Alfonso Grassi, Renato Grassi, Tullio Grassi e Antonio Pasciuti.

#### Museo Zoologico degli Invertebrati e Galleria nazionale dei Selachoidei
Il Museo Zoologico degli invertebrati, dedicato alla sua fondatrice la malacologa irpina Lauretana Carbone, è chiuso al pubblico dal 2010. L'esposizione del museo era suddivisa in tre sezioni, che rappresentano le classi zoologiche degli animali a cui era dedicato: nella prima sezione esponeva al pubblico la specie dei celenterati e dei poriferi; nella seconda: gli artropodi, i tentacolati, gli anellidi, gli echinodermi, gli aschelminiti, i rizopodi, i sipinculidi e i tunicati. La terza area del museo era completamente dedicata ai molluschi.
Un tempo esponeva la collezione di Tentacolati, l'unica presente sul territorio campano.
Fra le specie ormai estinte si segnalano alcune chiocciole arboricole del Madagascar del genere Tropidophora, delle isole Mauritius del genere Gibbus, dell'isola di Madera del genere Geomitra, dell'isola di Kauali (Hawaii) del genere Camelia, dell'Isola di Raiatea (Polinesia francese) del genere Partula. Oltre al gasteropode d'acqua dolce igromiide di Picard (Trochoidea picardi) da Tel Aviv (Israele).
La Galleria nazionale dei Selachoidei, dedicata esclusivamente agli squali risulta anch'essa chiusa al pubblico dal 2010.

#### Museo civico
Raccoglie vario materiale donato ed è ospitato nel complesso di Villa Amendola. Notevole è la quadreria con opere dei pittori avellinesi Cesare Uva e Giovanni Battista e dei pittori irpini Vincenzo Volpe e Alfonso Grassi.

#### Altri musei
- Museo e Lapidario Diocesano, ha sede presso il Duomo;
- MateMuseum (Museo della Matematica).
- Presepi dal mondo[61]

### Media

#### Stampa
- Ottopagine

#### Televisione
- Irpinia TV
- Telenostra
- Ottochannel
- RL Channel

### Teatro

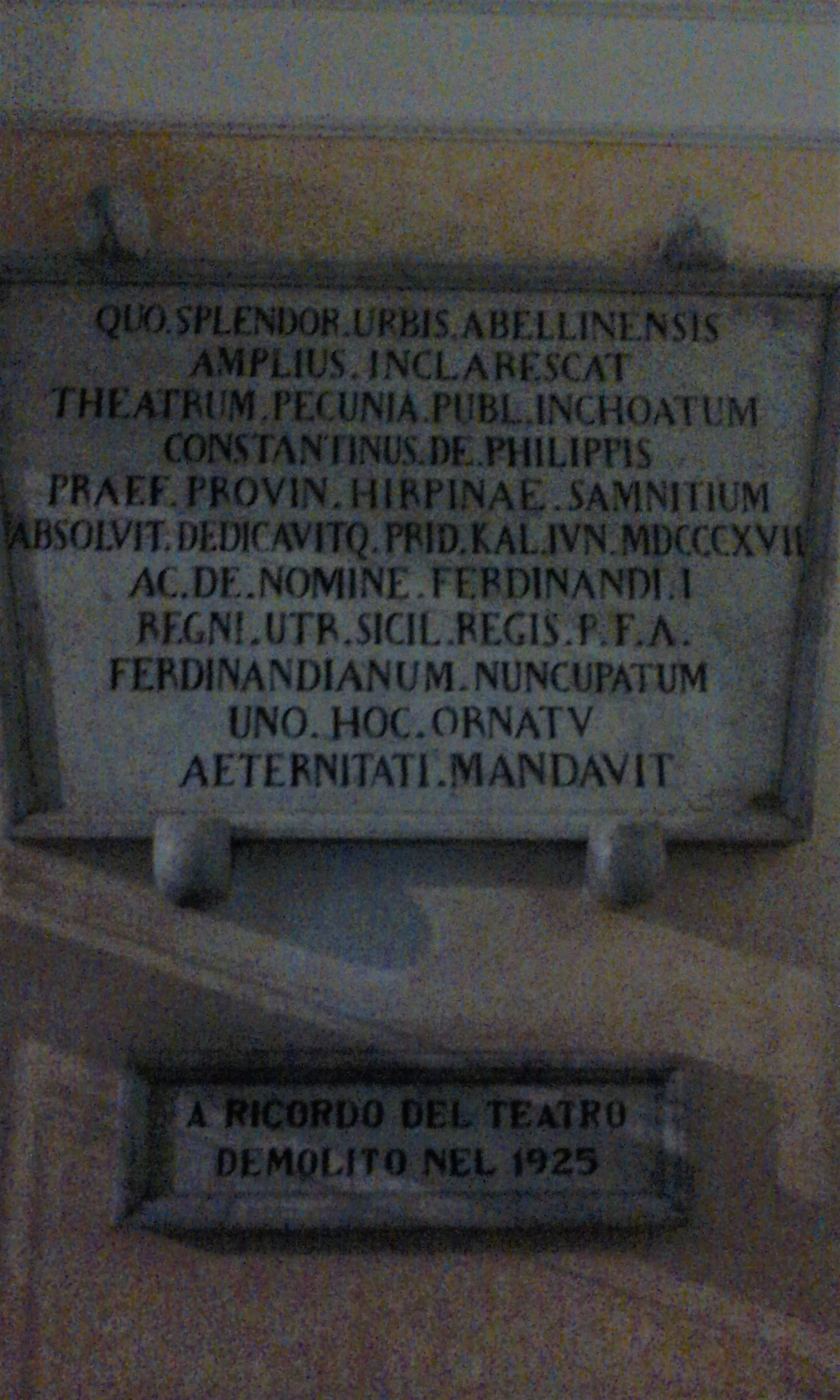
Lapide commemorativa del Teatro San Ferdinando

Il principale teatro di Avellino è il Teatro comunale Carlo Gesualdo, situato nei pressi del castello. Progettato dagli architetti Carlo Aymonino e Gianmichele Aurigemma, è stato terminato nel 2001 dopo nove anni di lavori. Ha una capienza di 1189 posti.
Fino ai primi del '900 in Piazza della Libertà sorgeva il Teatro San Ferdinando. Terminato nel 1816 e progettato dall'architetto Domenico Chelli, fu inaugurato il 31 maggio 1817 e dedicato al re di Napoli Ferdinando I. Dal 5 febbraio 1888 si iniziò ad utilizzare la "ribalta elettrica", un sistema di illuminazione adoperato per la prima volta in Europa. Gli ultimi anni del XIX secolo furono quelli di maggiore attività. Nel 1923 il commissario regio Giulio Corradi decise di vendere l'immobile, anche a causa del deterioramento degli interni dovuto all'inattività durante la prima guerra mondiale. Del teatro resta solo una lapide commemorativa.

### Cucina

#### Fusilli all'avellinese
I fusilli avellinesi (tipo di pasta fresca artigianale e non, prodotta anche dalle grandi industrie alimentari) sono conditi con sugo bianco a base di verdura di stagione a pezzi, funghi e salsiccia di maiale, il piatto ha numerose varianti.

#### Dolci tipici
Fra le paste: la "Bombarda" dolce a forma di spicchio di frutta di pandispagna rosa con nocciole e ricotta.
La "Pigna pasquale dolce" a forma di ciambella con uova sode, glassa e confettini.
La "Zeppola" una ciambella fritta con zucchero.

#### I vini
Il Fiano di Avellino è uno dei tre vini irpini che ha ottenuto il prestigioso marchio DOCG. È di colore giallo-paglierino, ha odore intenso e un sapore secco.

### Eventi
- Palio della botte

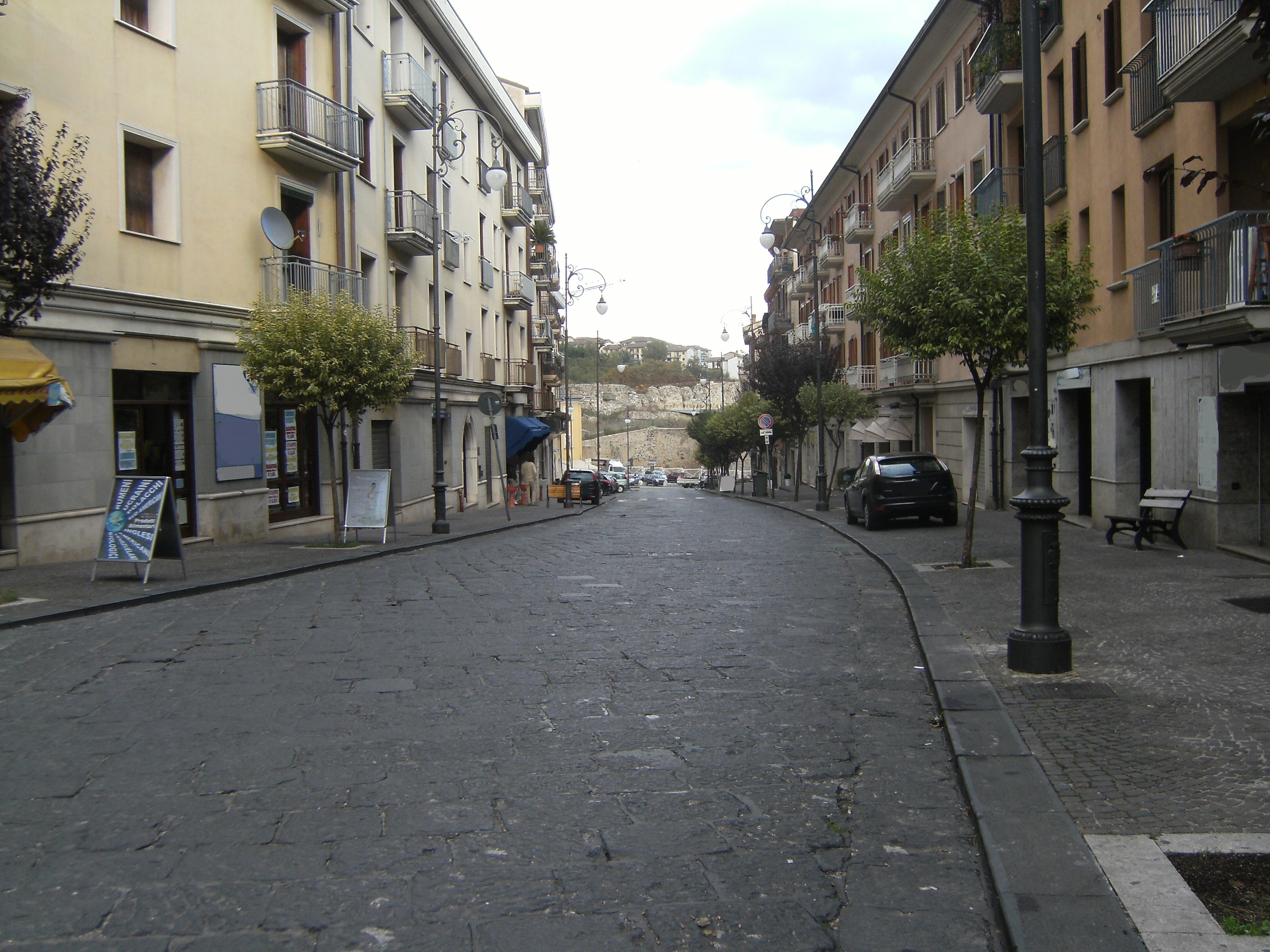
Scorcio di Corso Umberto I.

Ad agosto si svolge in città il Palio della botte, una competizione di stampo medievale che si svolge tra le sette contrade (che coincidono con le sette circoscrizioni) della città di Avellino. La sfida consiste nel far rotolare con una spranga ricurva una botte di circa due quintali, spingendola in salita lungo tutto Corso Umberto I. La vittoria viene assegnata al rione che riesce a raggiungere nel minor tempo possibile la Fontana di Bellerofonte.
- Laceno d'oro

Festival cinematografico internazionale dedicato al cinema Neorealista fondato nel 1959 da Camillo Marino e Giacomo D'Onofrio. Prende il nome dal luogo in cui si svolsero le prime edizioni, il Laceno appunto, frazione di Bagnoli Irpino. Negli ultimi anni il festival è rinato svolgendosi in vari luoghi della provincia.

## Geografia antropica

### Urbanistica
Il discorso urbanistico va allargato non solo alla città in sé per sé, ma alla oramai definibile "area urbana" in quanto annessi al capoluogo, inseriti in una continuità non solo territoriale ma anche e soprattutto urbanistica ed edilizia, sorgono Atripalda, Mercogliano e Monteforte Irpino, che superano i 10 000 abitanti; a questi si aggiungono molti altri comuni più piccoli contigui al capoluogo.
È stato approvato ed adottato il nuovo PUC (piano urbanistico comunale) in sostituzione del PRG (piano regolatore generale) creato dallo studio Gregotti-Cagnardi. Un piano urbanistico che darà nuova linfa e nuovi sbocchi ad un contesto urbano immobile e disorganizzato su cui gravavano ancora i postumi del post-sisma.
La sua area urbana, secondo le stime dell'OCSE, conta 148 527 abitanti.

### Frazioni
Avellino possiede quattro frazioni: Bellizzi Irpino (un tempo comune indipendente), Pianodardine, Picarelli e Valle.

#### Rioni e Borghi periferici
Borgo Ferrovia, Rione Mazzini, Rione San Tommaso, Rione Parco.

#### Altre località del territorio
Agglomerati di case che costituiscono piccole frazioni della città si trovano in Contrada Bagnoli ed in località Bosco dei Preti.

### Contrade
Un'altra suddivisione presente nella città è quella delle contrade. Sono 7: 
- Terra (corrispondente all'omonima collina comprendente le aree di Corso Umberto I, Via Nappi e Piazza Libertà),
- Porta Puglia (Borgo Ferrovia e Via Francesco Tedesco),
- Porta Napoli (Corso Vittorio Emanuele II, Corso Europa e Contrada Bagnoli),
- Porta Beneventana (Valle, Contrada Baccanico e Rione Aversa),
- Parco del Principe (Rione Parco, Contrada Archi e Via Tuoro Cappuccini),
- Tuoppolo (Rione San Tommaso e Rione Mazzini),
- Bellezze (corrispondente alla frazione di Bellizzi Irpino).

Anche se tali contrade corrispondono effettivamente alle circoscrizioni comunali, non hanno alcun riconoscimento amministrativo, ma sono conosciute perché ogni anno il 12 agosto si sfidano nel palio della botte.

## Economia
Il terremoto del 1980 ha rappresentato non solo per Avellino, ma per la sua intera provincia, il punto di svolta dell'apparato economico dapprima esistente in Irpinia. Dopo il sisma sono state realizzate molte infrastrutture, e sono state dirottate verso il capoluogo ingenti somme di denaro, che hanno favorito lo sviluppo di zone prima di allora molto indietro sotto il profilo innovativo ed economico. Il reddito pro capite cittadino (al 2008) è di 20.180 euro l'anno, ben al di sopra della media regionale e tra i più alti della regione e delle zone limitrofe considerando i singoli comuni, e un reddito totale di 739.265.220 euro.
Nel rapporto di Unioncamere del 2007, la Provincia di Avellino risulta essere la più ricca della Campania, con un Pil per abitante che ammonta a circa 19 000 euro.

### Agricoltura
Il settore agricolo ha trainato l'economia cittadina sino a metà degli anni settanta, quando il mancato ricambio generazionale ha causato una netta flessione del lavoro dei campi. In provincia è diffusa la coltivazione di tabacco, uva e nocciole, per la quale risulta essere tra le prime in Italia per coltivazione e produzione.

### Industria
L'apparato industriale è un settore importante per l'intero sistema economico avellinese, con i nuclei industriali "est" ed "ovest" impiantati nella periferia est della città, a Pianodardine, Prata di Principato Ultra e Pratola Serra. Molte delle piccole e medie imprese fanno da indotto alle importanti realtà presenti nella zona, come la FMA (Fabbrica Motori Avellino) che produce i propulsori per FIAT, Opel, Lancia, Alfa Romeo e dove si crea il motore multijet. Altre realtà sono la Novolegno facente capo al gruppo Fantoni, la Denso, la Salvagnini, la Magneti Marelli, la Aurubis, industrie queste che occupano ognuna anche più di due migliaia di operai, provenienti non solo da Avellino ed il suo hinterland, ma anche da fuori provincia o da fuori regione.

### Turismo
Il turismo ad Avellino non è molto sviluppato, come nel resto della provincia.

## Infrastrutture e trasporti

### Strade
Dal novembre 2006 in città sono stati aperti decine di cantieri, tutti finanziati dal progetto P.I.C.A. (Progetto Integrato Città di Avellino) mediante fondi europei, volti a darle un modello soddisfacente e pratico di vivibilità. I principali interventi eseguiti riguardano la pedonalizzazione e riqualificazione della strada principale (corso Vittorio Emanuele), la realizzazione dei parchi di piazza Kennedy (in prossimità della vecchia autostazione degli autobus) e di Santo Spirito, e la costruzione di una strada di collegamento tra la Variante Est ed il centro cittadino, con rispettiva riqualificazione della zona. Sono, inoltre, previsti lavori di restyling di Piazza della Libertà, con rispettiva pedonalizzazione della stessa resa possibile grazie alla realizzazione di un tunnel sotterraneo che permetterà il regolare transito dei veicoli, oltre al restauro di varie strutture presenti in città.

#### Autostrade

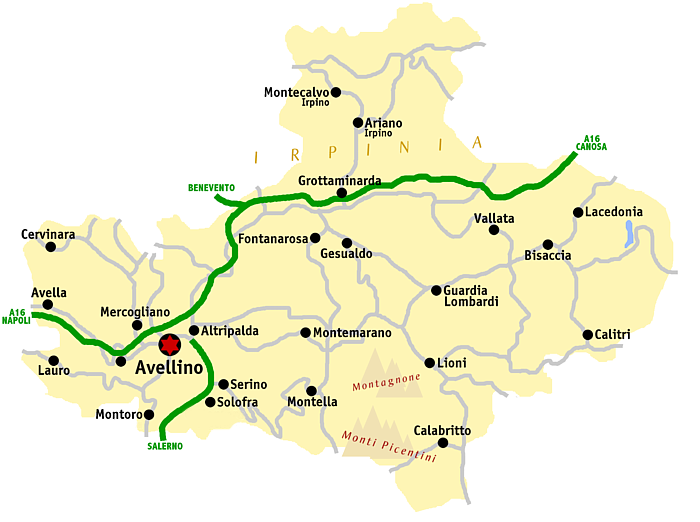
La viabilità della provincia di Avellino.

La città è attraversata nella zona nord-ovest dall'autostrada A16, che prende anche il nome di strada europea E842, che lambisce lo stadio Partenio-Adriano Lombardi per poi dirigersi verso l'Irpinia nord-orientale. Nel territorio comunale non sono presenti caselli autostradali, essendo le due uscite omonime situate nei comuni limitrofi di Mercogliano (Avellino ovest) e Manocalzati (Avellino est).
Il raccordo autostradale 2, che fa parte della strada europea E841, collega invece Fisciano al comune di Atripalda, alle porte di Avellino, e permette ai flussi prevenienti dall'A16 di proseguire in direzione sud immettendosi sull'A2.
Strade statali
Avellino è attraversata, nella zona meridionale, dalla strada statale 7 bis Terra di Lavoro, che costituiva l'unico collegamento diretto con la città di Napoli prima della realizzazione della autostrada A16.
La strada statale 7 Via Appia, percorrendo la vicina Manocalzati, può fungere da raccordo con i vari comuni dell'Irpinia.

### Ferrovie
La stazione di Avellino, situata al confine con Atripalda, è capolinea delle linee ferroviarie per Benevento, per Cancello e per Rocchetta Sant'Antonio. La stazione garantiva il collegamento sia con alcuni comuni della provincia che con Benevento e Salerno. Per rilanciare la stazione, erano stati aggiunti anche alcuni treni per Napoli Centrale e Roma, poi soppressi a causa dei tagli al trasporto ferroviario che portarono, nel 2010, alla chiusura della tratta Avellino-Rocchetta Sant'Antonio. La delibera regionale datata 9 agosto 2012 cancellò le ultime diciannove corse locali, determinando la totale chiusura della stazione di Avellino. In seguito alle proteste dell'utenza, dal successivo 28 ottobre vennero ripristinate alcune coppie di treni per Salerno e Benevento, mentre la Avellino-Rocchetta è stata progressivamente riattivata (tra il 2016 e il 2018) come ferrovia turistica, pur in assenza di traffico ordinario.

### Mobilità urbana

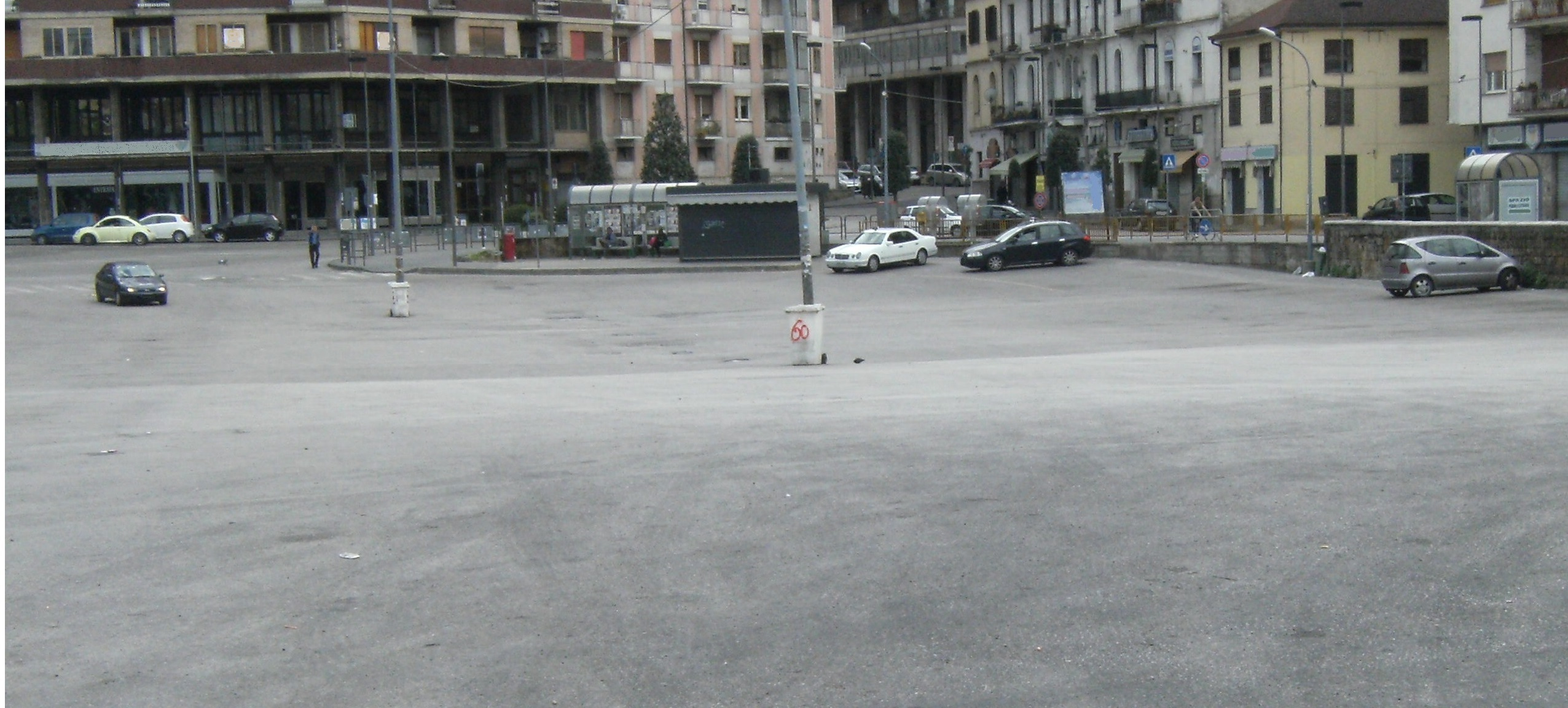
Piazza Kennedy, terminal autobus fino a febbraio 2020.

La mobilità su gomma ad Avellino è, come volume di passeggeri annui, di gran lunga il tramite più utilizzato. La principale società locale di autotrasporto è l'"A.IR" (acronimo di Autoservizi Irpini) che, oltre ai trasporti pubblici urbani, effettua trasporti extraurbani in ambito regionale.
Altra società di trasporto interurbano è la Sita Sud. Dal 15 settembre 2016 le linee EAV bus che servivano i paesi tra Avellino e Nola sono state assorbite dall'A.IR.
Il più importante terminale delle corse urbane e interurbane è stato attestato per lungo tempo a piazza Kennedy, per poi essere provvisoriamente spostato in piazzale degli Irpini, di fronte al Palasport, a febbraio 2020. A settembre 2022 è stata inaugurata la nuova autostazione, situata in via Aldo Pini.

### Filovia
Tra il 1947 e il 1973 Avellino fu collegata a Mercogliano ed Atripalda da una filovia gestita dalla Società Filoviaria Irpina.
Nel primo decennio del XXI secolo si è progettata ed iniziata a costruire una nuova filovia, pensata per snellire il traffico cittadino e ridurre le emissioni di gas di scarico delle auto private. I lavori, iniziati nel 2009, si sono conclusi con l'apertura al pre-esercizio nel luglio 2022, quindi con la completa entrata in funzione ad aprile 2023. Il mezzo percorre un giro di 15 km e 11 fermate, con 23 corse giornaliere dal lunedì al sabato.

## Sport

### Pallacanestro maschile
La Società Sportiva Felice Scandone è stata fondata nel 1948. Dalla stagione 2000/01 fino al 2018/19 ha militato in Serie A. Nel 2019 rinuncia alla massima serie, iscrivendosi in Serie B. Termina la stagione 2020/21 con la retrocessione in Serie C regionale. Nel mese di luglio 2021 viene ufficializzato il fallimento della società.
Nel palmares figura la vittoria della Coppa Italia di pallacanestro maschile 2008, superando in finale i padroni di casa della Virtus Bologna.
Nell'estate 2021 l'ASD Del Fes, società nata nel 2001 dalla collaborazione tra l'ex cestista Roberto De Luca e il sindaco di Avellino Gianluca Festa (già cestista della Felice Scandone) e operante nei campionati giovanili regionali, formalizza l'acquisizione del titolo sportivo della neopromossa Fortitudo Roma per la disputa del campionato di Serie B.

### Calcio

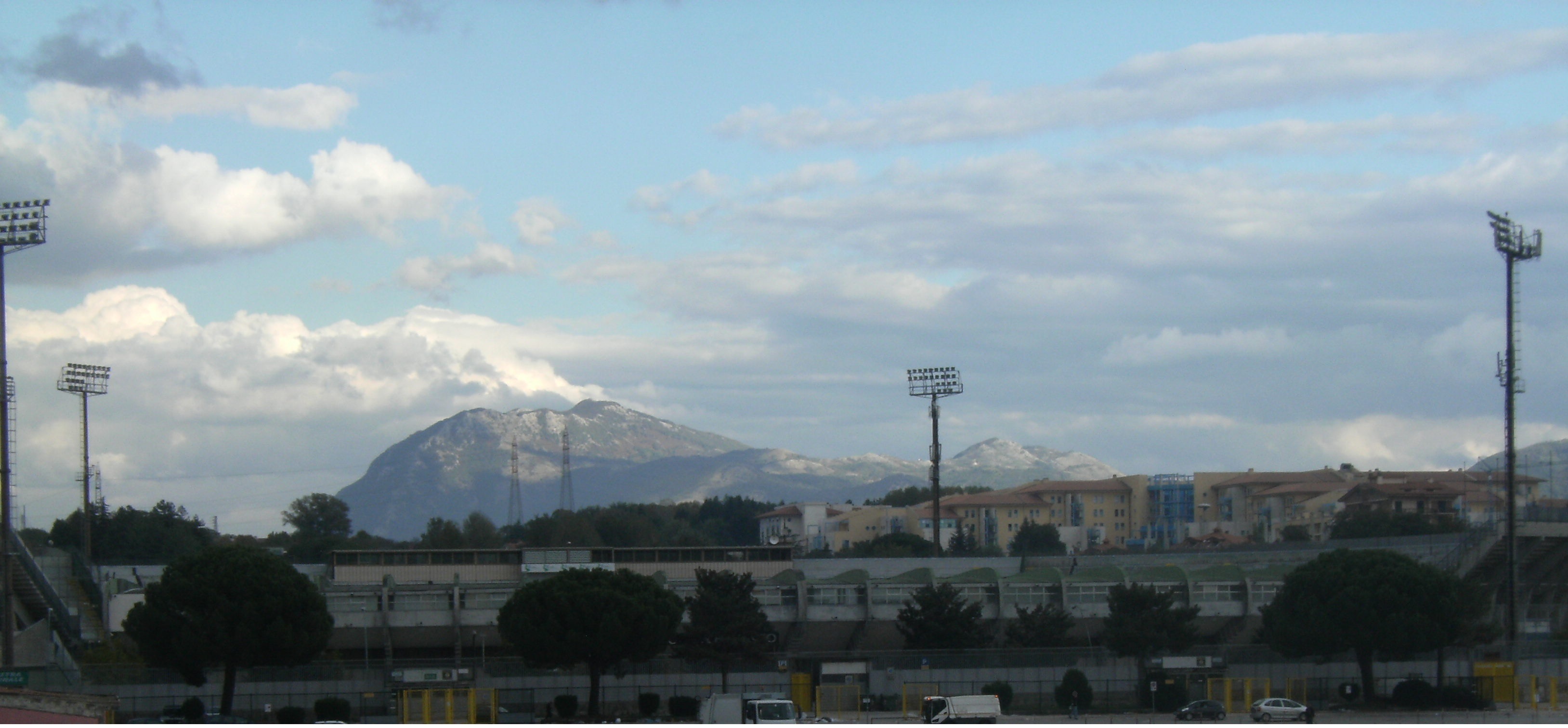
Scorcio dello stadio Partenio-Adriano Lombardi.

La principale società calcistica cittadina è l'Unione Sportiva Avellino 1912. Fondata nel 1912, ha al suo attivo dieci stagioni in Serie A, dove aveva militato ininterrottamente dal 1978 al 1988. Dichiarata fallita nel 2010 dal Tribunale Civile di Avellino, è stata radiata dalla Federcalcio l'11 febbraio 2011. Il 10 luglio 2009 è stata esclusa dai campionati professionistici per decisione della Co.Vi.Soc. ed in seguito a questi eventi, dopo la presentazione di alcune cordate imprenditoriali presso il comune di Avellino, è nata la società Avellino Calcio.12 Società Sportiva Dilettantistica che poi dal giugno 2010 ha assunto la denominazione di "Associazione Sportiva Avellino 1912". Il 15 giugno 2015 la società ha poi annunciato il ritorno del vecchio logo e della vecchia denominazione "Unione Sportiva Avellino 1912". Nella stagione sportiva 2025-2026 disputerà il campionato di Serie B.
Le altre squadre di calcio della città, impegnate nei vari campionati:
dilettantistici, sono:
- l'A.C.D. San Tommaso calcio 1978 (squadra dell'omonimo quartiere avellinese), che nella stagione 2019-2020 milita per la prima volta in Serie D;
- il Virtus Avellino militante in Eccellenza Campania;
- il F.C. Avellino militante in Promozione;
- il Real Avellino e il Lupo Fidelis militanti in Seconda Categoria;
- l’„A.S.D. Bellizzi Irpino 2019” militante in Terza Categoria.

### Ciclismo

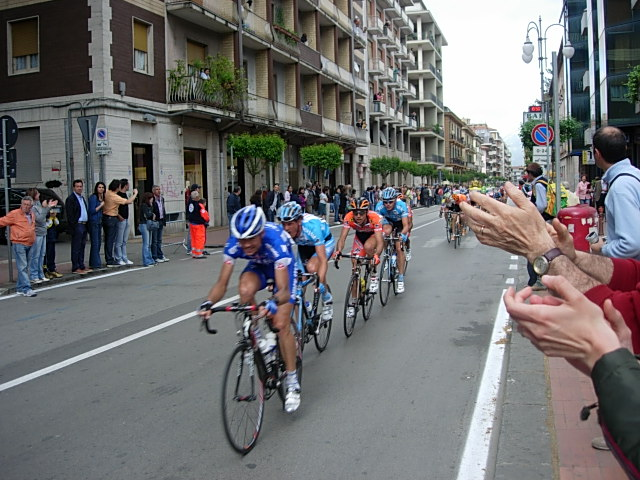
Passaggio del Giro 2007 in Corso Europa.

Avellino è stata più volte partenza e arrivo di tappa del Giro d'Italia:
- 1914 4ª tappa Roma-Avellino, vinta da Giuseppe Azzini
- 1914 5ª tappa Avellino-Bari, vinta da Giuseppe Azzini
- 1927 7ª tappa Napoli-Avellino, vinta da Alfredo Binda
- 1927 8ª tappa Avellino-Bari, vinta da Alfredo Binda
- 1962 8ª tappa Avellino-Foggia, vinta da Huub Zilverberg
- 1965 5ª tappa Benevento-Avellino, vinta da Michele Dancelli
- 1965 6ª tappa Avellino-Potenza, vinta da Vittorio Adorni
- 1977 1ª tappa Capo Miseno-Avellino, vinta da Freddy Maertens
- 1977 2ª tappa Avellino-Foggia, vinta da Rik Van Linden
- 2001 5ª tappa Avellino-Nettuno, vinta da Ivan Quaranta
- 2009 19ª tappa Avellino-Monte Vesuvio, vinta da Carlos Sastre
- 2010 10ª tappa Avellino-Bitonto, vinta da Tyler Farrar

Nel mese di agosto si svolge il "Giro ciclistico Città di Avellino", giunto nel 2015 alla 60ª edizione. Nel 2016 il percorso storico viene ripristinato ponendo la partenza alla Chiesa del SS. Rosario in Corso Vittorio Emanuele II per poi passare per Piazza della Libertà, Via Francesco De Sanctis, Corso Europa, Via Guido Dorso e Viale Italia. Il giro sarà percorso 40 volte.

### Pallacanestro femminile
La principale squadra di pallacanestro femminile della città era la Partenio Avellino, scioltasi nel 2004 e che ha disputato alcune stagioni in serie A. Viene, quindi, fondata la Nuova Partenio Basket, che disputa i campionati regionali campani fino allo scioglimento avvenuto al termine della stagione 2010-2011.

### Pallavolo
La Pallavolo Avellino, fondata nel 1966, era la principale società pallavolistica cittadina. Come miglior risultato sportivo si ricordano alcune partecipazioni al campionato di Serie A2. A differenza degli altri sport di squadra avellinesi, era l'unica compagine a non avere il bianco-verde come colore sociale, bensì il verde-blu.

### Atletica
Presso il campo CONI ogni anno si svolge il "Trofeo Città di Avellino", nel giugno 2023 é giunto alla 36ª edizione.

### Rugby
Per ciò che concerne la palla ovale, la città era rappresentata dall'Avellino Rugby. Nel 2014 si fonde con il Salerno Rugby per formare la franchigia Rugby Due Principati che disputa per la stagione 2015/2016 il campionato di serie C2.

### Impianti sportivi
Il principale stadio per il calcio ad Avellino è il Partenio-Adriano Lombardi, dove si disputano le partite casalinghe dell'Unione Sportiva Avellino 1912. Sito in Via Zoccolari, fu costruito da Costantino Rozzi e inaugurato nel 1971. Nel 2013 è stato oggetto di riqualificazione.
Un altro impianto sportivo presente in città è il Palasport Giacomo Del Mauro, semplicemente noto come PalaDelMauro. Inaugurato nel 1987 e ristrutturato nel 2008, ospita le partite casalinghe del campionato italiano e delle competizioni europee disputate dalla Società Sportiva Felice Scandone. In passato la struttura ha ospitato anche gare di pallavolo e pallamano.
Nel luglio 2019 si sono svolti presso gli impianti cittadini, ristrutturati per l'occasione, alcuni incontri di pallacanestro e di tiro con l'arco della XXX Universiade. Dal 2020 ospita le gare interne della  Sandro Abate.

#### Finali continentali disputate in città
Per quanto riguarda gli sport maggiori la città di Avellino, se pur piccola per quanto concerne il numero di abitanti, ha avuto l'onere e l'onore di ospitare 2 finali continentali, la prima di calcio e la seconda di pallacanestro: 
- Coppa UEFA 1989/1990;
- FIBA Europe Cup 2017-2018.